# 김성수 (언론인)
김성수(金性洙, 1891년 10월 11일~1955년 2월 18일)는 대한민국의 계몽운동가, 언론인, 교육인, 정치인이다. 대한민국 제2대 부통령으로 재임하였다. 와세다 대학을 졸업하였으며, 민족고려대(民族高麗大)를 구상한 고려대학교 창립자이자 동아일보 창업자 중 한명으로 저명하다.
전라북도 고창군에서 출생하였으며, 지난날 한때 한성부에서 잠시 유아기를 보낸 적이 있고 전라북도 부안군 줄포에서 성장하였다. 본관은 울산이며 조선조 성리학자 하서 김인후(金麟厚)의 13대손이다. 자(字)는 판석(判錫), 아호는 인촌(仁村)이다.
1914년 와세다 대학교 정치경제학부에서 학사 학위를 취득하였다. 귀국 후 1915년 중앙고등보통학교를 인수하여 학교장을 지내는 등 교육 활동을 하였다. 1919년 3·1 운동 준비에 참여하여 자신의 집을 회합 장소로 제공하였다.
1919년 10월 경성방직을 설립하여 운영하였다. 경성방직은 초기에 경영 상황이 어려웠으나 1926년 이후 성장하였다. 김성수는 경성방직을 운영하며 물산장려운동에 참여하였고, 1920년에는 양기탁, 유근, 장덕수 등과 동아일보를 설립하였다. 1932년 오늘날 고려대학교의 전신인 보성전문학교를 인수하였다.
8·15 광복 이후에는 한국민주당 조직과 대한민국 임시정부 봉대운동 등에 참여한 뒤 김구, 조소앙 등과 함께 신탁통치반대운동을 주관하였다. 1947년부터 한국민주당의 당수를 지내기도 했고 1947년 3월부터 정부 수립 전까지 대한민국 임시정부의 국무위원을 지냈다. 그 뒤 5.10 단독 총선거에 찬성하였다.
1949년 민주국민당의 최고위원이 되었고, 한국 전쟁 기간인 1951년 5월부터 1952년 8월까지 대한민국 제2대 부통령을 역임하였다. 그러나, 이승만이 부산 정치 파동으로 헌법을 개정하여 재선을 추진하자 부통령직을 사임하였다. 1954년 이승만의 장기 집권에 반대하는 호헌동지회에 참여하여 통합 야당인 민주당의 창립 준비에 관여하였고, 1955년 2월 18일 병으로 사망하였다. 임종 직전 로마 가톨릭교회의 세례와 병자성사를 받았다.
사후 1962년 건국공로훈장 대통령장이 추서된 한편, 2002년 2월 28일 '대한민국 국회의 민족정기를 세우는 국회의원모임'과 광복회가 선정한 친일파 708인 명단에 수록되었고, 친일반민족행위 705인 명단, 친일인명사전에 언론계 친일파로 수록된 이후, 대법원에서 거짓서훈으로 인정, 2018년에 독립유공자 서훈이 박탈되어 논란이 되었다.

## 생애

### 생애 초기

#### 출생과 가계

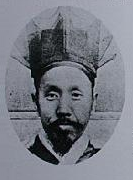
생부 지산 김경중

김성수는 1891년 10월 11일 전라북도 고창 부안면 인촌리에서 동방 18현의 한 사람으로 조선시대 성리학의 대가인 하서 김인후(金麟厚)의 13대손으로 출생했다. 당시 군수를 역임한 낙재 김요협(金堯莢)의 둘째 아들 김경중(金暻中)과 장흥 고씨의 넷째 아들로 태어났으나, 아들이 없었던 백부 김기중(金祺中)의 양자가 되었다. 어릴 적 이름은 판석(判錫)이었다.
김경중과 장흥 고씨는 인촌 위로 아들 셋을 두었으나 모두 태어난 지 얼마 안되어 병사를 하였다. 따라서 그가 사실상의 장남 역할을 하게 되었다. 다시 아들을 낳기를 갈망하여, 유교를 하는 집안임에도 어떤 중의 말을 따라 고창군 흥덕(興德)의 소요암에 가서 불공을 드렸다고 한다. 생모 장흥고씨의 꿈에 개천에서 한뼘이나 되는 새우가 헤엄치는 것을 보고 뛰어들어 치마폭으로 잡아 가지고 언덕에 올라와보니 길이가 석자나 되어보이는 잉어였다고 한다.

양아버지 원파 김기중, 그의 교육, 계몽 사업의 후원자이기도 했다.

유년기에 큰 부자였으나 아들이 없었던 백부 김기중의 양자가 되었다. 그는 가계상 문정공파(文正公派) 신평파(莘坪派)에 속하는데, 파조 김계현(金繼賢)은 비변랑(備邊郞) 김익서(金翼瑞)의 차자로 하서 김인후의 6대손이다. 대법원장을 지낸 가인 김병로 역시 김인후의 후손으로 먼 일족이다.
큰어머니이자 양모였던 전주 이씨는 조선 태종 이방원의 차남 효령대군의 후손인 이경의(李景儀)의 딸이었다.
그의 가계는 하서 김인후의 선조인 민씨 부인이 태종비 원경왕후의 친족으로 태종 때 외척을 제거하자 화를 피하여 낙향, 전라남도 장성군으로 낙담(落膽)하면서부터 전라남도 장성군에 새 본거지로 삼아 가문이 융성하였다. 그 뒤 하서 김인후가 다시 관직에 올라 한성(漢城)에 거주하였으나 다시 벼슬을 버리고 전라남도 장성군으로 내려와 이후 대대로 거주하였다. 이후 그의 증조부 김명환(金命煥)이 자신의 셋째 아들 낙재 김요협을 전라북도 고창군의 거부인 연일 정씨(延日 鄭氏) 정계량(鄭季良)의 무남독녀와 혼인을 맺음으로써 처가인 전라북도 고창군에 정착하게 되었다. 증조부 김명환은 노인직으로 통정대부 첨지 중추부사가 되었다.
김요협은 관직에 진출하여 선공감감역 등을 지냈으며, 처가의 유산을 물려받아 재력을 형성하였다. 할아버지 김요협은 인촌 김성수의 가계를 실질적으로 일으킨 사람이라 한다. 감역으로 시작하여 참봉, 봉사, 도사, 별제, 주부 등의 경관직을 지내고
그러나 그의 집안의 부의 축적과정에 대해서는 부정적인 시각도 있는데, 그의 아버지와 생부 형제가 벼슬길에 있을 때 관권을 이용하여 백성들의 재물을 수탈했고, 심지어는 중국·일본과 밀수를 하여 돈을 모았다고 한다.

#### 유년기

부안 줄포리 생가 전경(1900년대 초 김성수, 김연수 형제의 생가)

일본 유학시절의 김성수(왼쪽 앉은 이)와 김연수. 큰아버지 김기중의 양자로 간 김성수는 법적으로는 김연수의 사촌 형이었다.

생가와 양가는 한울타리를 둔 집으로, 어린 김성수는 밤중에 생가를 찾아가곤 하였다. 그러나 생모(生母) 장흥고씨는 어머니(양어머니 전주이씨)의 허락을 받아오기 전까지는 안 된다며 단호하게 돌려보냈다. 유년기의 김성수는 장난기가 심한 소년이었다 한다. 엽전을 삼켰다며 병이 나으려면 호두를 먹어야 된다고 하였다가, 집안 일가가 호두를 가져오자 엽전을 먹은 것은 내가 아니라 내 주머니였노라고 하기도 하였다. 소년기에 한학을 수학하였으며 석재 서병오의 권유로 아호를 인촌(仁村)이라 지었다. 7세때까지 집에서 부모에게 글을 배우고 어머니에게서 선행가언을 배우며 한문교양을 쌓다가 7세 때 훈장을 모셔와 사설 서당을 차려서 한학을 배우게 되었고, 동리 아이들을 함께 공부하게 하였다. 소년 판석은 어린아이임에도 동네 아이들 중에 공부를 하고 싶으나 생활이 어려워 못하는 아이들을 불러다가 같이 공부하게 하였고 수업료와 지필묵도 사서 나눠 쓰기도 했다. 형편이 어려운 동리 아이들이 많았음에도 그는 아이들의 자존심을 건드리거나 비하, 모욕을 주지 않았다.
서당에서 그는 명심보감(明心寶鑑), 소학(小學), 동몽선습(童蒙先習)을 배우고 이어 자치통감과 공자, 맹자, 중국의 역사 등을 배웠다. 이어 당시(唐詩), 유학철학 등을 공부하여 성리학을 익히기도 했다. 개인적으로는 사마천의 사기열전과 삼국지를 탐독하였다. 풍족한 가정 환경에서 자라났으나 사치를 모르고 성장하였다.

### 청소년기

#### 5살 연상과 결혼

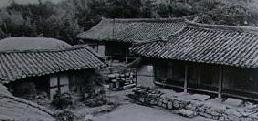
부안군 줄포리 인촌 김성수 생가

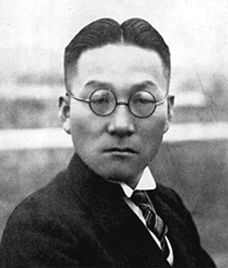
오랜 친구 송진우. 김성수의 죽마고우인 그는 죽기 전까지 앞장서서 궂은 일을 도맡아 하였다.

1903년 13세에 김성수는 자신보다 다섯 살이 많은 춘강(春崗) 고정주(高鼎柱)의 딸 고광석(高光錫)과 결혼하였다. 장인 고정주는 임진왜란 때의 의병장 고경명(高敬命)의 후손으로 규장각제학을 역임한 인사였다. 또한 그는 장학재단인 호남학회(湖南學會)의 발기인에 참여하여 신학문에도 관심을 가졌다. 고정주는 전남 담양군 창평에 창흥의숙(昌興義塾)을 설립하였다.
1906년 장인 고정주가 세운 창흥의숙에 입학하였다.이후 김성수는 전라남도 담양군 창평의 처가댁에 가서 생활하며, 장인이 설립한 창흥의숙에서 공부하였다. 창흥의숙에서는 한문, 영어, 일어, 수학 등을 가르쳤고, 그는 장인 고정주의 배려로 신학문을 접했다. 장인 고정주는 특별히 영어교사를 초빙하여 영학숙을 열고 자신의 아들 고광준(高光駿, 고재욱의 부)과 사위 김성수 등에게 영어공부를 시켰다. 창흥의숙에 수학하면서 김성수는 오랫동안 의기투합할 동지인 송진우를 만나 친분을 쌓았다. 송진우의 아버지 송훈은 고정주가 영학숙을 차렸다는 소식을 듣고 자기 아들도 배우게 해달라고 부탁해서 송진우도 이때부터 영학숙에 들었다. 송진우 외에도 백관수 등을 이곳에서 만났다. 그중에서도 차분하고 내성적이었던 송진우는 김성수를 마음에 들어해 깊은 신뢰를 하게 된다.

#### 송진우와의 만남

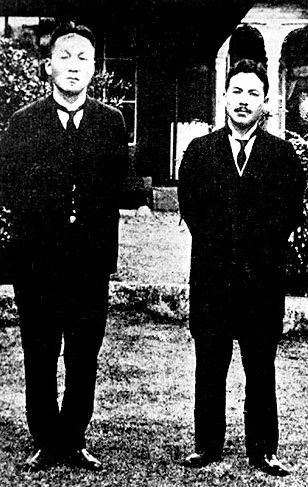
친구 송진우와 함께

영학숙 재학 중 인촌 김성수가 먼저 초립동이인 송진우에게 허교를 제의했다.
다른 사람들은 통성명만 하면 허교하고 자네니 내지 했지만 고하와의 허교는 상당한 시일을 요했다. 그로부터 훨씬 뒤의 일이었다. “이제 우리 허교하지” 하고 송진우가 김성수를 향해 허교를 제의했다. 이 무뚝뚝한 소년 고하의 제의에 인촌은 무척 반가웠다.
후일 김성수는 송진우의 첫인상을 두고 이르기를, 쉽게 속마음을 열지는 않았으나 심지가 깊은 청년이라고 회상하였다.
함께 공부를 하면서도 별로 말이 없었고, 속마음을 열어 보이지 않는 것이었다. 인촌이 친구로 지내자고 했으나 그는 아무하고나 간담을 상조하는 그런 줏대 없는 사내라며 일축하는 것이었다. 일견 거만해 보였지만 심지가 깊은 청년이로구나 하는 생각이 들기도 했다

이때 만난 송진우는 그의 절친한 친구이자 평생을 그와 함께 언론, 사회 활동, 정치 활동을 하는 정치적 동지가 된다. 그 뒤 그는 송진우와 함께 가족 몰래 비밀리에 일본으로 건너갔다.

#### 수학과 서구 문물 수용
1906년 겨울 다시 전북 고창의 집으로 되돌아왔다. 친구인 송진우와 친분을 쌓은 뒤 김성수는 이를 부모에게 보고하였다. 담양에서 얻은 것이 무엇이냐는 양아버지의 질문에 그는 송진우라는 친구를 얻었다고 했다. 1907년 민란과 화적떼를 피해 생가와 양가가 모두 고창군 인촌리에서 부안군 줄포면 줄포리로 이주하면서 함께 이주했다.

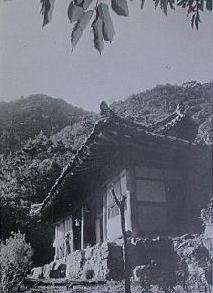
1907년 당시 부안군 내소사 청련암

일본인 상인들이 많이 들어오면서 일본 상인들이 면제품, 농기구, 냄비, 석유, 물감, 비누, 유리그릇, 거울, 가위, 사탕 등을 가게에 들여오거나 차에 싣고 산간벽지를 다녔다. 일본 상인이 싣고온 문물에 호기심을 보이자 할아버지 김요협은 그런 물건들은 삼강오륜을 해치는 이물(異物)이라 하여 가까이 하지 못하게 했으나, 호기심이 많던 김성수는 가게 같은 곳에 다니며 이것저것 살펴보았다. 한편 부산에서 온 박모라는 이와 어울려 화투에 빠졌고, 개화문물을 구경하느라 경성을 돌아다녔다. 그가 지방에서 온 건달과 어울린 것을 알게 된 할아버지 김요협은 대노하여 가족을 소집하고, 나라의 형편이 어떠한데 왜놈의 놀음에 정신을 팔고 있다며 김성수를 마당에 엎드리게 한후 볼기를 쳤다.
1907년 봄 김성수의 가족은 고창군에서 부안군 줄포면으로 이주했다. 1907년 김성수는 내소사(來蘇寺)의 청련암(淸蓮庵)으로 들어가서 공부를 더했다. 내소사 청련암에서 공부할 때 송진우가 다시 찾아왔다. 내소사 청련암에서는 백관수도 함께 수학했다. 백관수는 내소사 남쪽 20리쯤에 위치한 부안군 덕흥 출신으로 집안 어른들끼리 교분이 있었다. 여기서 그는 송진우, 백관수와 더욱 우의를 두텁게 했고 이러한 우정은 평생동안 변함없이 계속되었다. 인촌은 백관수에게서는 한문의 힘을 빌었고, 송진우에게서는 식견(識見)의 힘을 빌렸지만, 김성수 역시도 백관수에게는 신학문의 영향을 주었고, 송진우에게도 실천하는 힘의 영향을 깨우쳐 주었다.
1908년 4월 줄포 근처의 후포에서 있었던 한 교육계몽운동가의 시민권, 평등, 주권재민의 사상등에 대한 공개강연을 들었다. 이를 계기로 그는 금호학교에 입학해 영어, 한국어, 역사, 지리, 물리, 화학, 음악 등 본격적인 근대 학문을 공부했다.

### 학창시절과 교육활동

#### 도일 유학
청년기에 김성수는 문맹 백성들을 보며 스스로 먼저 신학문을 배우고 그것에 기초해 선진사상과 선진기술을 동포에 전수시킴으로써 민족의 실력을 배양시켜서 조국의 자주독립을 이룩해야 한다는 신념 하에 동경유학을 결심했다. 그는 무식함과 무지함이 조선의 멸망의 원인이라 확신하고 먼저 배워서 다른 사람들에게 알리고 계몽하겠다고 다짐했다. 그러나 집안에서는 그의 유학을 반대하였다. 1908년 10월 상투를 단발하고, 상투를 자른 자신의 모습을 담은 사진과 사죄의 편지를 부모에게 남기고 송진우와 함께 비밀리에 일본(日本)으로 유학길을 떠났다. 가정 사정 때문에 백관수는 중도에 포기했지만 김성수는 송진우와 길을 떠났는데, 집안에서는 병환을 핑계로 노비를 보내 그를 불렀으나 자신을 부르려는 계획임을 간파하고는 하인을 돌려보낸 뒤 급히 전라북도 옥구군 군산항에서 배를 타고 일본으로 건너갔다.
송진우(宋鎭禹)와 함께 일본 도쿄에 도착한 김성수는 도쿄 시내에 하숙하며 세이소쿠 영어학교(正則英語學敎)에 입학했다. 이곳에서 영어와 수학 등을 배웠는데, 일본어 실력이 다소 부족했던 김성수는 별도의 가정교사를 초빙하여 일본어 회화를 배웠다. 고향에서 부쳐주는 학비 외에 시내에서 송진우와 함께 점원 등으로 아르바이트를 하면서 용돈과 학비를 조달하였다. 1909년 4월 송진우와 함께 긴조중등학교(錦城中等學敎) 5학년에 편입학했다. 이곳에서 영어를 주로 집중해서 배웠으며, 1910년 3월 긴조중등학교를 졸업하였다.

#### 대학 재학 시절

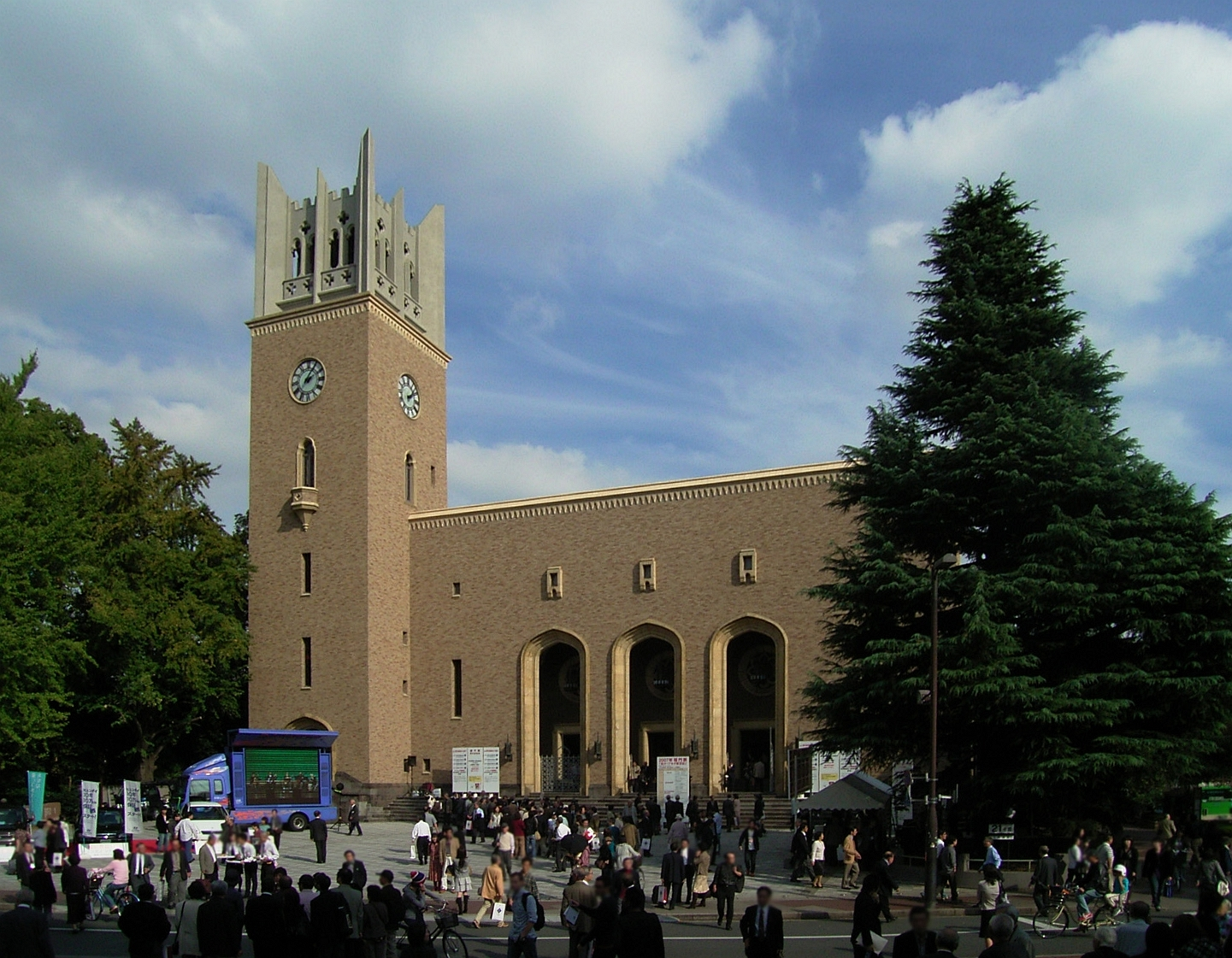
모교 와세다 대학교

장덕수, 일본 와세다 대학 시절 만난 친구로, 동아일보와 한민당을 함께 운영한 정치적, 사상적 동지였다.

이어 4월 김성수는 역시 송진우와 함께 일본 동경의 와세다 대학교(早稻田大學敎)에 입학하였다. 이후 와세다 대학교 예과(豫科)에서 수학하던 중, 8월 29일 대한제국이 강제로 병합되자 충격을 받은 송진우는 귀국하였고, 김성수는 홀로 일본에 남아 공부를 계속했다. 1911년 와세다 대학교 예과를 마치고, 와세다 대학교 본과에 입학, 정경학부에서 공부했다. 김성수는 집안에서 부치는 학비 등으로 어렵지 않은 생활을 하였다. 와세다 대학에서 사귄 친구들은 설산 장덕수, 해공 신익희, 민세 안재홍, 가인 김병로, 낭산 김준연 등이었다.
공부에만 몰두하지 않고 그는 정치강연회가 있으면 먼길이라도 찾아서 참석하였고, 인도의 마하트마 간디가 제창한 비폭력 무저항운동인 간디이즘에 감격하여, 생활에 있어서는 간디이즘을 신조로 하여 물품과 물, 전기 등을 절약했고 나를 위한 소비를 최소한도 줄이고 그 남은 것으로 불우한 처지에 있는 이들에게 희사하였다.
유학 당시에도 그자신 역시 유학생의 신분으로, 김성수는 불우하고 어려운 처지에 있는 학생들을 찾아 지원해주었고, 대신 학비를 납부해 주기도 하였다. 1914년 와세다 대학교 정경학부를 졸업한 뒤 그해 7월 귀국하였다. 부통령 비서실장을 지낸 김승문에 의하면 인촌의 도움을 받은 확인된 사람만도 유학생 50여명을 포함 730여 명에 이른다고 한다. 이때 김성수는 일본에서 산업자본의 골간이 되는 부분들을 눈여겨 봐둔 뒤, 기업·학교·언론 등을 통해 현실적인 힘을 마련하겠다 고 다짐하였다. 당시 식민치하의 조국에는 자원이 빈약하다는 것을 인식한 그는 구국운동의 방략으로 그는 세가지 목표를 설정 '인재배양'(人材培養), '경제자립'(經濟自立), '언론창달'(言論暢達)이라는 목표를 수립하였다.

#### 교육·계몽 활동

인촌 김성수

1914년 가을 김성수는 교육계몽에 뜻을 품고, 사립 중등학교를 설립하겠다는 야심 찬 계획을 가지고 서울로 떠났다. 이때 집안에서 자금을 주지 않자, 그는 3일동안 단식을 한 끝에 집안에서 자금을 마련해 갔다. 그의 첫 시도는 사립학교 설립안이었는데, 조선총독부 교육국으로부터 거절 당하면서 무산되었다. 1914년말 김성수는 최남선(崔南善), 안재홍(安在鴻) 등 일본 유학시절 동창들과 함께 교육자료를 모아 1915년 봄 백산학교(白山學敎)라는 이름의 사립학교 설립안을 만들고 학교설립을 추진하였으나, 조선총독부가 허가를 해주지 않아 좌절당하였다. 조선총독부의 설립인가 거절 이유로는 백산은 한민족의 영산(靈山)인 백두산을 뜻하는 것이니, 학교 이름이 불온하다고 퇴짜를 놨던 것이다. 그해 안희제 등이 세운 백산상회(白山商會)가 독립운동 자금을 공급하는 단체임이 총독부에 정보가 입수되면서 백산상회와의 관련성을 취조당했다.

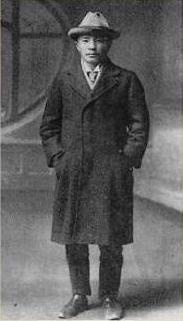
중앙학교 인수 무렵

이때 경영난에 빠졌던 중앙학회가 그에게 "중앙학교의 운영을 맡아달라"고 요청한다. 1915년 재정적인 어려움을 겪고있던 중앙학교로부터 운영을 맡아달라는 의뢰가 들어왔고, 김성수는 그 제안을 수락하였다. 그의 생부모는 지나친 모험이라고 반대하였으나 양아버지 김기중만이 그의 의견에 처음부터 지지하였다. 어렵게 생가 부모를 끈질기게 설득 인수 비용을 얻어내 1915년 4월 경영난에 허덕이던 중앙고등보통학교를 인수하여 학교장을 지냈다. 중앙학교에 편입학생이었던 이희승은 '인촌과 만남으로서 학교가 교세가 뻗어 나가게 되었다.'고 증언하였다. 안창호의 영향을 받은 그는 교육 계몽활동에 종사하면서, 교육과 문화의 힘으로 실력을 키워서 독립을 이룩하자는 '실력양성론'을 강조하였다.
중앙학교의 인수와 동시에 자신도 중앙고등보통학교의 경제학 교수가 되었다. 경제학 원론 교과목을 가르치면서 교재가 없었던 터라, 김성수는 학생들에게 일일이 필기를 시키고 이를 꼼꼼히 지도하였다. 어려운 고학생들의 장학사업도 지원하였다. 1915년 9월에는 부모를 여의고 학비곤란으로 귀국한 이광수를 후원하여 일본으로 유학시켜 와세다대학(早稻田大學) 고등예과에 편입시키기도 했다. 이광수는 당시 형편상 오산학교에서 교편을 잡고 있었다.
이때 김성수는 '우리는 알아야 한다. 우리가 일본 사람들에게 식민통치를 당하는 것은 우리가 모르기 때문이며, 알려면 배워야 한다. 그래야만이 자주독립을 할 수 있다. 지금 유행하는 학문이 계속 빛을 보리라는 생각은 잘못이다. 20년, 30년 후에는 바뀔 수가 있다. 문학보다는 과학에 관심을 가지라.'고 학생들에게 훈육하였다. 그의 감화를 받은 학생 정문기는 후에 수산학자가 된다. 장로인 박관준으로부터 개신교 입교를 권고 받았으나, 그는 기독교에 관심은 있다고 대답하였다. 일부 교인들의 끈질긴 선교노력에 일시적으로 교회에 출석하기는 하였으나 신앙에 별다른 관심을 갖지는 않았다.
또한 이론 교육 외에 체육활동에도 관심을 갖고 윤치영이 운영하는 중앙학교 야구부, 축구부의 활동에도 적극 지원했다.

### 일제 강점기 활동

#### 기업 경영과 독립운동

##### 기업 활동과 민족자본 육성 활동
식민지 치하의 조선 백성들이 일본제 무명, 비단 등을 수입하며 일본제 제품이 한국에 유행던 시절, 마하트마 간디의 경제 자립운동에 영향을 받아 민족산업을 일으키기 위해 국내자본 육성 계획을 세웠다. 김성수는 중앙고보의 학생들로 하여금 국산 무명옷을 교복으로 입게하였다. 1917년 방직기술자인 이강현의 건의를 받아들여 일제 당국은 순순히 허락하지 않았으나 결국 그의 사업을 승인해주었다. 1917년 10월 재정적으로 어려움을 겪고 있던 광목제조 회사 '경성직뉴주식회사'를 윤치소 등으로부터 인수하였다.

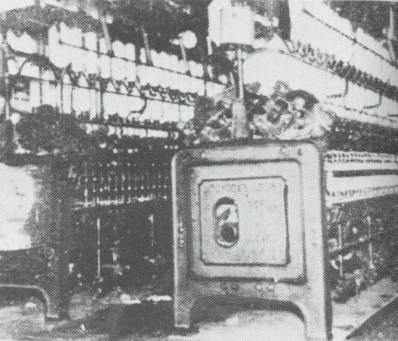
일본에서 도입한 도요타 방직기, 일본 업체들과의 경쟁을 위해 일본 기계를 도입하여 생산량을 증가시켰으며, 그는 기계의 성능을 직접 시험하였다.

일본의 방직회사들이 조선에 진출해 있는 상황에서 그가 시장진출을 확보하는 방법으로 창안해낸 것은 조선인 지사들을 주주로 공모하는 것이었다. 이후 그는 외부 자본의 침투는 민족의 경제를 갉아먹고, 외환의 유출을 촉진한다는 점을 들어 조선인 인텔리들을 설득하기 시작했다.
1918년 봄 경상북도 경주를 찾아 최부잣집의 후손 최준을 방문하였다. 김성수가 최준을 찾은 것은 경성방직과 후에 세우게 될 동아일보에 지방의 유력 인사들의 참여를 권유하기 위함이었다. 김성수가 경북 경주를 다녀간 지 1년 후 1919년 10월 경성방직이 설립되었고, 최준은 경성방직의 창립 발기인의 한 사람이 되었다. 최준은 김성수와 안희제 등과 교류하면서 교육의 중요성을 깨달았다 한다. 김성수는 한국인 최초의 방직회사 설립자가 되었는데, 그해 11월 부산에 설립된 조선방직회사는 일본인이 세운 것이었다. 중앙학교의 졸업생 중에서도 윤주복(尹柱福) 등은 그의 권고로 규슈대학 방적학과로 진학, 졸업한 뒤 경성방직에 입사하기도 했다. 전국을 다니며 모집한 끝에 많은 주주와 후견인들을 모았고 경방 창림 발기인들의 주식은 3,790주였고 16,210주는 일반공모주였다.
1918년에는 경성직뉴주식회사를 '중앙상공주식회사'로 이름을 바꾸었다. 국내 의류업체들이 일본의 면직물 수입이 증가하면서 일본 면직물에 의존하여 제품을 생산, 한국의 면직물은 거의 소멸될 위기에 처하자, 1918년부터 중앙상공주식회사를 통해 직접 면의류를 생산하기 시작했다.
1919년 10월 5일 김성수, 박영효 등은 명월관 지점 태화관에서 창립총회를 가졌다. 하지만 경성방직은 설립되자마자 좌초의 위기에 처했고 1926년경에 가서야 조업 정상화에 성공한다.

##### 독립운동 준비와 만세운동 계획 수립

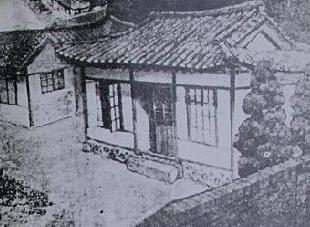
송진우와 김성수 등이 3.1 만세운동을 모의하던 중앙고등학교 숙직실

1918년 제1차 세계대전의 종결을 목적으로 설립된 파리강화회담에서 우드로 윌슨 미국 대통령이 '약소국 국민들의 운명은 스스로 결정해야 한다'는 민족자결주의를 발표한 사실이 한반도에도 알려지면서 이를 접하고 독립운동을 준비했다. 민족자결주의에 감화된 김성수는 독립운동에 투신을 결심, 어릴때부터 오랜 친구였던 고하 송진우를 학교 학감직에 임명한 뒤 1919년초 그에게 중앙학교 학교장직을 넘기고, 이때부터 본격적인 독립운동에 투신한다. 이어 송진우의 도움을 받아 함께 일본 도쿄에 연락 동경 조선 유학생들과 기맥을 통하여 독립선언을 준비했다. 1918년부터 중앙학교 숙직실에서 독립운동을 준비하다가 송진우 등의 가담으로 중앙학교 교장직을 맡긴 후 주로 중앙학교 숙직실에 모여 비밀리에 추진하였다.
상하이에서 한인청년단이 1919년에 열릴 파리강화회의에 한국측 대표자를 파견한다는 것을 접하고, 범거족적인 독립운동을 준비하기 위해서는 각계의 참여가 필요함을 역설했다. 김규식이 자신의 활동을 위해서는 누군가는 호응하여 사건을 벌여야 된다고 하자 이를 입수한 그는 송진우와 함께 천도교와 기독교 세력의 포섭과 협력을 주선했다.
1918년 12월의 어느 날 미국으로부터 이승만이 보낸 밀사가 송진우와 김성수를 찾아왔다. 이승만의 밀사는 "윌슨 대통령의 민족자결론의 원칙이 정식으로 제출될 이번 강화회의를 이용하여 한민족의 노예 생활을 호소하고 자주권을 회복시켜야 한다. 미국에 있는 동지들도 이 구국운동을 추진시키고 있으니 국내에서도 이에 호응해주기 바란다."는 내용의 밀서를 전해주었다. 이승만은 밀서를 통해 윌슨의 민족자결주의 선언을 계기로 해외에 알릴만한 거사를 하라는 뜻을 피력했다.
한편 김성수는 자신의 거처를 독립지사들에게 제공, 이승훈·한용운·최남선·최린 등이 그의 자택에서 3·1 운동을 준비했다.

##### 3·1 운동 전후

서대문 형무소에 투옥, 수감 중인 송진우

3.1운동 준비를 기획하다가 밀정의 밀고로 3·1운동 직후 송진우가 투옥되고 김성수도 체포되었다. 일경의 심문때 송진우는 인촌은 투옥을 피해야만 교육사업을 비롯한 더 큰 민족사업을 계속할 수 있다고 김성수를 설득하고 형문때 송진우는 고문을 당하면서도 김성수의 관련을 적극 부인하여 결국 송진우만 1년 7개월형을 살고 풀려났다. 파리강화회의에서 김규식이 이끄는 한국측 대표의 참여는 무산되었다. 이후 김성수는 교육과 계몽운동, 실력양성에 주력하였다.
그는 중앙학교를 인수할 때부터, 한양이라는 이름을 미리 짓고 전문학교(전문대학)의 설립을 계획하고 있었다. 그러나 3.1운동으로 계획은 무산되고 차선으로 언론사 설립을 계획한다. 그러나 그는 조선총독부 당국에 비협조적이었고, 총독부 당국의 요시찰 대상이 되었다.
상하이 임시정부의 출범 이후 그는 일제의 눈을 피해 익명으로 임정에 후원금을 비밀리에 송금하였다. 그의 자금송금은 후일 안창호, 김구 등이 알게 되었다. 익명으로 임시정부에서 밀파한 독립단(獨立團)이 국내에 잠입하여 활동 중, 한번은 그의 서울 계동 자택에 찾아와 독립운동 자금을 요구하였다. 그는 대답없이 자신의 금고문을 열고 속을 뒤적거리며 일부러 객에게 알린 뒤, 자신은 소변보고 온다 하고는 자리를 비켰다. 독립단원들은 품에 안을 만큼의 자금을 품은 뒤 사라졌다.
김성수는 동아일보 사장이던 고하를 통해 김좌진 장군에게 3백~4백 명 규모였던 독립군의 무기구매와 훈련 등에 쓰도록 비밀리에 황소 백마리를 살 수 있는 1만 원정도씩 네 차례나 군자금을 보내주었다.
1919년 10월 3.1만세운동 가담 혐의로 6개월형을 언도받고 1920년 3월 22일에 가출옥한 이아주(李娥珠)가 세브란스 병원에 입원했을 때, 그는 이아주의 문병을 갔다. 이 인연으로 후일 이아주와 재혼하게 되었다. 이아주는 용인이씨 이봉섭(李鳳涉)과 김해김씨의 딸로 정신여학교에 재학 중이었다. 이아주는 후에 2005년 3월 7일 3.1만세운동에 참여한 공로로 대통령표창이 추서되었다.

##### 의류사업 확장과 경성방직회사 창업

1927년의 경성방직회사

1919년 10월에는 중앙상공주식회사와는 별도로 근대 자본주의적 회사인 경성방직을 창설하여 운영하였다. 일본의 방직회사들과의 경쟁을 위해 대량 생산과 소량의 고품질 생산 등의 기법을 구사하였다. 그는 당시 조선의 기술로는 일본의 신식 기술과 경합하기 어렵다 판단하고 일본 방직기계와 미국의 방직 기계를 도입하였다. 도입한 기계의 성능을 그는 직접 일일이 시험한 뒤 공장으로 보냈다.
미국과 일본의 기계를 도입함으로써 옷감의 생산량은 증가하였다. 이는 그가 동시에 경영하는 의류회사 중앙상공의 의류 생산과 다른 의류업체에 납품하는 물량 역시 증가하였고, 3년만에 소수에 불과하던 국내 옷감, 의류시장의 50% 이상을 점유했다.
한편 김성수는 경성방직의 초대사장에 박영효(朴泳孝)를 영입하였는데, 이는 그가 당대의 거물친일파 박영효를 끌어들인 것은, 박영효를 '얼굴마담'으로 내세워 총독부와 조선 내 유지세력들을 사업에 끌어들이려는 의도에서였다고 풀이할 수 있다. 경성직뉴를 인수하고 경방을 창립키 위해 인촌(仁村)은 설립허가서를 총독부에 제출했으나 그들은 당장 허가를 내주지 않고 질질 끌었다. 그 이유는 조선인의 방직회사 건설로 그때까지 폭리를 취해 오던 일본계 방직회사가 조선내의 시장을 빼앗길 지 모른다는 우려 때문이다. 더구나 1919년 그 해에는 일본의 <미쓰이>재벌이 부산에 조선방직회사를 설립하던 해여서 경방이 맞서게 되면 불리한 여건이었다.
경성방직은 초기에 경영상황이 어려워서 늘 사재를 털어서 보충해 나가는 중에 1926년 이후에 동생 김연수가 경영에 능하고 재능이 있어서 성장시겼다. 김성수는 경성방직을 운영하며 물산장려운동에 참여하였고, 1920년에는 양기탁, 유근, 장덕수 등과 동아일보를 설립하였다.
1923년부터 1935년 사이에 경성방직은 사세가 확장되었고, 그 여세로 그는 1939년 만주에도 공장을 설립하여 경성방직을 해외의 투자와 수출을 하는 기업으로도 성장시켰다. 그러나 독립운동과 교육운동에 투신했고, 그 자신이 불령선인으로 분류된 것이 회사에 타격을 줄것이라 판단, 회사를 동생인 김연수와 매제인 김용완에게 넘겨주었다.

#### 언론 활동 및 교육활동

##### 민족개량주의

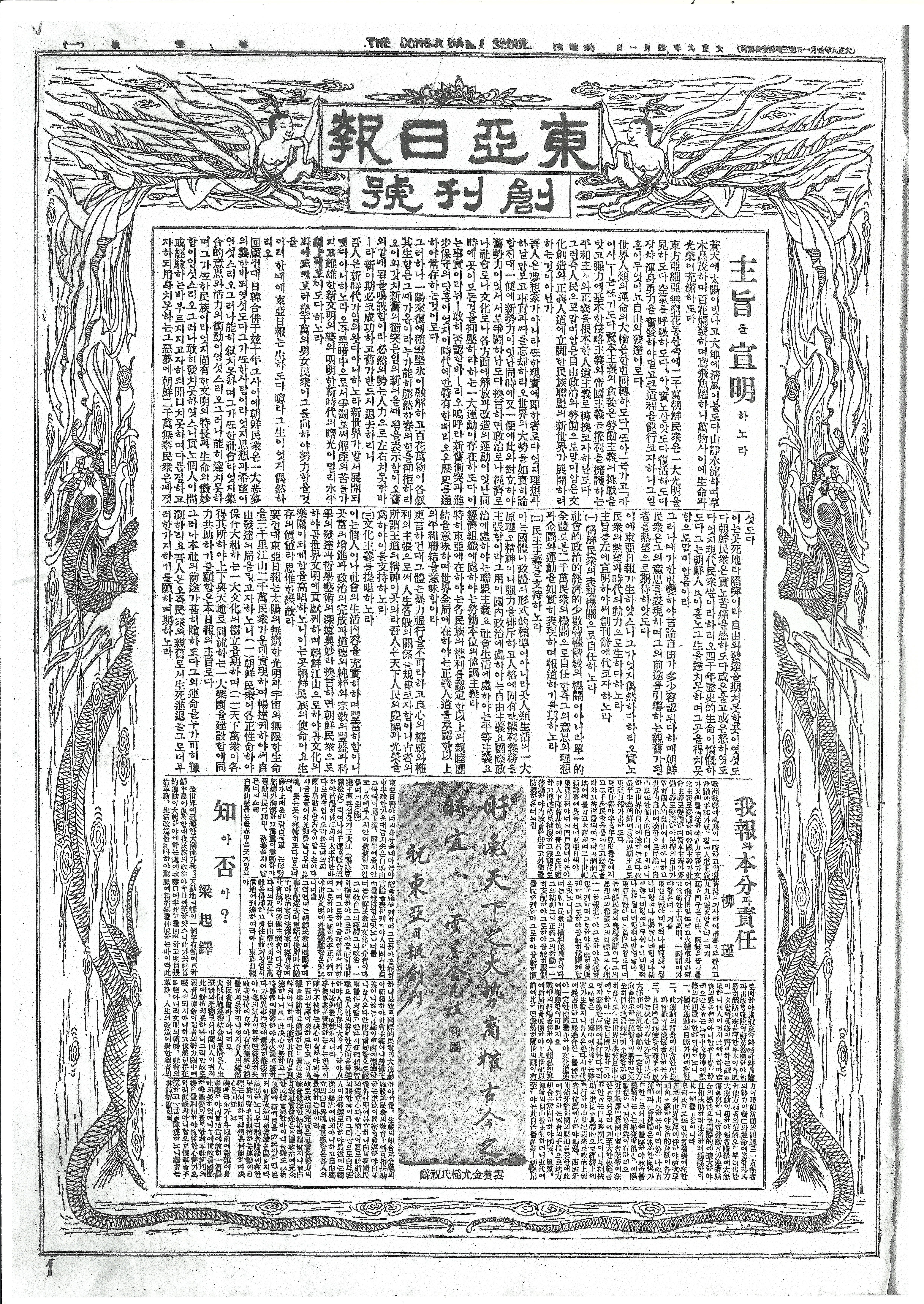
동아일보 창간호

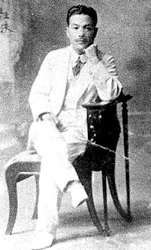
동아일보 창간 무렵

일본계 언론의 활동과, 외신 기자들의 출입을 본 그는 국내 언론 설립의 필요성을 인식하고 1920년부터 언론사 창간 활동을 준비한다. '민족언론'의 필요성을 역설하며 그는 송진우와 서울 시내에 지인을 통한 홍보활동으로 주주와 창간발기인을 모은 뒤 1920년 4월 1일 양기탁·유근·장덕수 등과 동아일보를 설립하고, 발기인 대표로서 창립을 주관했다. 한때 동아일보의 기자로 활약했고 한겨레 신문을 창간했던 언론인 송건호는 당시 발기인 대표였던 그가 20대의 청년이라는 사실이 놀랍다고 평가하였다. 전국 각지를 다니며 홍보를 하여 각지의 지역유지들이 발기인으로 참여하기도 했다. 1920년 동아일보 주필로 활동했다. 일제의 민간지 발행허가 계획에 따라 창간된 동아일보는 근본적으로는 민족주의 노선을 지향했다고는 하나 식민지시대라는 시대상황 속에서 기본적으로 한계를 가질 수밖에 없었다.
식민통치에서 벗어나려면 조선인이 스스로 자각, 깨우쳐서 실력을 양성해야 되는 것이었다. 기술을 배워서 익히고, 식품과 생산품을 자체 조달할 수 있어야 되며, 경제력을 바탕으로 실력을 양성해야 된다고 봤다.
특히 김성수의 개량주의 노선은 이같은 동아일보 노선의 사상적 골간이 되었다고 할 수 있다. 동아일보는 1920년대 초반부터 총독부에 대해 조선인 자본의 보호를 요구하였고, 김성수는 1922~1926년 기간에 사이토 총독과 13번이나 만났다. 신문사 정착과 사회활동을 위해서는 총독부의 허가를 얻는 일이 필요했고, 조선인의 시각에서 조선인의 입장을 대변하는 언론이 몇 개 쯤은 필요하지 않겠느냐는 이유로 총독부 공보국을 설득하였다.

##### 언론과 계몽운동

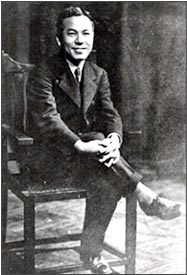
인촌 김성수

송진우 출감 후 김성수는 그와 함께 동아일보를 경영하였다. 이후 김성수는 송진우와 손잡고 단군릉 수축, 이순신 장군의 유적보존 및 사당 건립, 한글맞춤법통일안 제정 등의 사업을 추진했다. 1920년 4월 15일 조선총독부는 평양에서의 반일시위를 보도했다는 이유를 달아, 창간 직후의 동아일보에 판매와 배포를 금지처분하였으나 김성수는 중단하지 않았다. 동아일보는 이후 총독부에 의해 기사 삭제, 압류, 배포금지, 정간 등 끝없는 탄압을 받아야 했다. 김성수는 송진우, 장덕수와 함께 수시로 총독부 공보담당 부서에 출입하며 보도내용을 해명해야 했다.
1923년 5월 송진우와 함께 어려운 환경에 있던 이광수에게 동아일보사에 입사할 것을 권유하여 객원논설위원으로 천거하였다. 1920년 10월초 유근이 출옥하자, 출옥한 유근을 동아일보 주필로 추대하였다. 이후 김성수는 송진우 등과 함께 추진한 단군릉 수축, 이순신 장군의 유적보존 및 사당 건립, 한글맞춤법통일안 제정 등을 주도하며 일경의 눈총을 샀다. 1924년 4월 2일에 《동아일보》가 박춘금등이 만든 정치깡패집단 친일 각파유지연맹을 비난했는데, 박춘금이 사장 송진우와 사주 김성수를 요정인 식도원으로 유인하여 권총으로 협박 및 구타를 가했다.
기독교선교사들의 농촌 계몽 운동에 자극을 받은 김성수는 1930년부터 농촌 계몽 및 문맹자 교화 사업에도 적극적으로 관심을 갖고 지원하였고, 1931년부터는 동아일보를 중심으로 브나로드 운동을 추진하였다.

##### 물산장려운동과 국산품 애용 운동

경성 방직 주식 회사의 국산품 애용 선전 광고.

1920년초부터 그는 강연 활동을 다니며 국내에서 나는 물품을 애용해줄 것을 호소하였다. 국내에 좋은 제품이 있는데도 외제를 선호한다면 이는 외국 자본의 침투를 도와주는 것이라는 것이었다.
1922년 이상재, 윤치호, 이승훈, 김병로 등과 함께 주동이 되고 발기인 1,170 명을 확보하여 민립대학 기성회를 출범시키고 모금활동을 했다. 그러나 일제 당국의 탄압으로 실패하고 말았다. 1923년부터는 조만식·안재홍·송진우 등과 물산장려운동을 추진하였다. 그는 '입어라 조선 사람이 짠 것을, 먹어라 조선 사람이 만든 것을'이라는 구호로, 국내에서 생산된 국산품을 애용해줄 것을 호소하였다.
김성수가 세운 동아일보에서 외국상인·외국상품 배척을 주장하던 시기에, 역시 김성수가 세운 경성방직에서는 일본 기업과의 경쟁을 피해 북부지방으로 진출하고 있었던 것이다. 이를 두고 <경성방직 50년>에서는 북진정책으로 높게 평가하고 있지만, 실상은 일본기업과의 경쟁을 피하기 위한 조치이기도 했다.

#### 실력 양성 운동

##### 민립대학 설립 운동

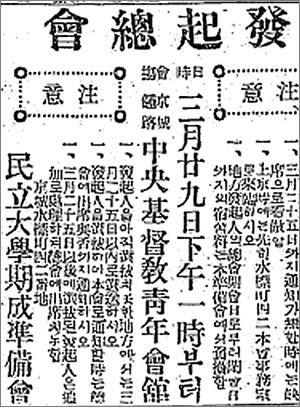
민립대학설립운동 홍보 광고(1923년 3월 20일자 동아일보)

실력 양성이 독립의 길이라고 생각한 그는 실력 양성을 위해서는 국민 개개인이 스스로 배우고 깨달아야 된다고 판단했다. 그는 국산품을 애용하는 것이 곧 민족경제를 살리는 길이라며 조선에서 나는 물산을 구매해줄 것을 호소하며, 국산품 애용 운동을 펼쳐 나갔다. 그러나 국산 애용을 권고하면서도 경성방직 제품을 홍보하거나 광고하지는 않았다. 그의 국산 제품 애용 운동은 호소력을 얻어 조만식, 송진우, 이상재 등이 동참했다.

태극성 광목 포스터

1921년 1월 이상재, 이승훈, 윤치호, 송진우, 유진태, 오세창 등과 함께 조선민립대학설립기성준비회를 발족하고 전국적으로 발기인 모집에 나서기도 했다. 그러나 이 운동은 1924년 중반을 기점으로 동력을 잃기 시작했다. 총독부는 ‘불온사상을 퍼뜨린다’는 이유로 기성회 임원을 미행하고 강연을 막았다. 1923년 관동대지진으로 경제가 불황에 빠지고 1923∼1924년 잇따른 가뭄과 홍수로 이재민 구호가 시급해지자 민립대학 모금은 지지부진해졌다. 또한 조선총독부의 수시 간섭으로 운동은 차질을 빚었다.
1922년 3월에는 태극성 광목을 출시하였다. 조선인에게 친근감을 줄 수 있는 상표를 고민하던 그는 조선말 박영효가 창안한 태극기에서 힌트를 얻어 태극성 광목이라 이름 붙였다.
경방에서 22년 3월에 출시한 태극성 광목은 조선 기술로는 최초로 대량 생산된 광목을 출하하였다. 이 때에 신제품의 상표인 태극성표(太極星標)의 태극 마크가 태극기라는 이유로 그를 소환하여 추궁하였다. 그러나 그는 "상표의 가운데 둥근 원은 회사의 무궁한 발전을 의미하는 것이고, 원 가운데의 S자는 영문의 방직을 뜻하는 'spinning'의 첫머리를 따서 방직회사를 뜻하며, 주위의 별8개는 조선팔도를 나타내어 광목이 조선팔도에 퍼져나가 잘 팔려 달라는 소원이 들어 있을 뿐"이라고 답변하고, 이 상표가 아무런 하자가 없었기 때문에 일본 특허국의 허가를 받은 것이 아니냐고 항변하자 조선총독부는 그를 되돌려보냈다.

##### 자치, 실력양성 운동
1924년 자치운동의 일환으로 '연정회(硏政會)' 설립을 추진하였는데, 이는 소위 '민족개량주의' 혹은 '실력양성론'이라는 미명하에 일제 조선총독부의 '문화정치'에 발맞춰 일제와의 타협 속에 추진된 것으로, 비타협 민족세력의 반발로 중단되고 말았다. 그는 항상 자원이 부족한 사회에서 산업 시설과 기술 인재를 키워서 나라의 실력을 양성하는 것이 민족의 힘을 기르고, 국가가 자주 독립할 수 있는 길이라는 의사를 피력하였다. 넘치는 혈기에 반발하던 청년들도 시간이 지나면서 그의 의견에 공감하게 되었다. 1925년 사회주의자들의 반(反) 기독교 강연이 문제시되어 조선일보와 동아일보 등 국내 언론들은 기자들을 대량으로 해고해야 했다. 그는 해고된 기자들에게도 6개월간 생활비 등을 지원해 주었고, 해고된 기자들의 새로운 일자리 알선도 주선해 주었다. 총독부의 압력으로 억지로 해고당하는 것이었지만 사주인 그에게 원한을 품지는 않았다.
1925년 5월 하와이 호놀룰루에서 열린 제1차 태평양문제연구회의에 참석하고 돌아온 김활란 등과 자주 만나 정치, 경제, 문화 등을 논의하곤 했다. 11월 김구의 어머니 곽낙원이 아들의 활동에 짐이 될 것과 손자들의 건강을 우려해 귀국하였다. 인천까지의 배삯은 마련하였으나, 의지할 데가 없던 곽낙원은 차비 마련이 어려웠다. 곽낙원은 고심하다가 동아일보 인천지국을 찾아가 서울에 갈 차표와 차비를 구하였다. 서울에서 다시 동아일보 본사를 찾아가자 송진우가 곽낙원과 손자의 차비를 지불해주었다. 곽낙원의 동아일보 인천지국 및 본사 방문 소식을 접한 김성수는 직접 찾아가 곽 여사에게 생활에 쓰시라며 봉투를 건넸다.
1926년 6월 10일 순종의 국장 인산일에 중앙중학교 체육교사 조철호(趙喆鎬)가 학생들을 이끌고 단성사 근처로 집결, 가두시위를 벌였다. 순종의 영여가 창덕궁을 출발, 종로를 통과할 때 한 학생이 군중으로부터 빠져나와 격무늘 뿌리고 대한독립만세를 외쳤고, 주위에 정렬한 상복입은 군중들이 호응하여 대한독립만세를 외쳤다. 만세사건으로 구속된 학생 중 100여명이 중앙중학교 학생이었다.
1926년 6월 11일 순종의 인산일을 계기로 벌어진 6·10 만세 운동의 배후의 한사람으로 지목되어 조선총독부 경무국에 소환 조사를 받았으나 혐의점이 없어서 바로 풀려났다. 6월말 6.10 만세운동 당시 중앙학교 학생들이 만세운동을 주도하거나 만세시위에 연루되어 학교가 폐교될 위기에 처하자, 김성수는 '학교 걱정말고 가서 싸우라'고 학생들을 독려하였다. 이후 많은 학생들과 청년들에게 의로운 지도자로 존경받았다. 1929년 3월 경성방직주식회사 고문이 되었다. 11월 3일 통학열차에서 일본인 남학생이 한국인 여학생을 희롱하다가 한인 남학생들이 가해 남학생을 구타, 한인 학생과 일본인 학생간의 싸움이 발생하여 광주 학생 항일 운동이 발생했다. 동아일보에서 이를 대대적으로 보도하자 보도정지령을 내렸으며, 그는 여학생 성추행 사건을 기회로 사태 확산을 획책한 것으로 의심받고 총독부에 소환되었다.

##### 간디의 영향, 세계 일주

1927년의 마하트마 간디에게서 받은 편지

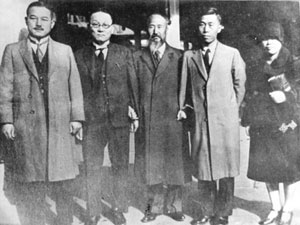
1929년 도쿄에서 열린 제3회 범태평양회의에 참가한 한민족 대표단. 좌로부터 백관수, 송진우, 윤치호, 유억겸, 김활란

인도의 마하트마 간디의 사상에 감화된 그는 간디와 서신을 주고 받으며 자문을 구하였고, 1926년 10월의 편지에서 그는 간디에게 "식민지하 조선을 위한 고언"을 자문, 간디는 1927년에 보낸 답신에서 "조선은 조선의 것이 되길 바란다"는 답신을 발송하였다.
1926년 인촌은 '연정회 부활운동'을 다시 전개하였으나 이는 도리어 비타협적 민족주의자들의 단결을 촉진하는 계기가 돼 이듬해(1927년) 좌우합작 민족단체인 신간회(新幹會)가 창립되었다. 그는 송진우를 앞세워 신간회를 주도하고자 했으나, 사회주의 민족세력의 반발로 신간회에는 발도 들여놓지 못하였다고 한다. 그가 신간회에 가입하려는 것 역시 사회주의 세력의 반발로 무산되었다. 일각에서는 그가 자신의 재력을 이용해 신간회를 자신의 영향력하에 두려 한다는 루머가 나돌기도 했다.
1929년 말 출국, 구미 여행길에 대한민국 임시정부(大韓民國臨時政府)에 들러 임시정부가 운영하던 한인 학교에 큰돈을 기부했다. 또한 대한민국 임시정부 요인들을 찾아뵙고 그들의 노고에 대한 그의 진심어린 경의를 표하여 도산 안창호 등 임정 요인들을 감격시키기도 하였다.

##### 브나로드 운동

브나로드 운동 포스터

1930년 미국, 유럽으로 여행, 1931년 세계일주를 마치고 귀국했다. 이 때부터 송진우 등과 함께 농촌 계몽운동인 브나로드 운동(v narod movement)을 주도했는데 브나로드 운동이란, 러시아 어로 '민중 속으로'라는 뜻이다. 1931년 7월 동아일보는 "배우자, 가르치자, 다 함께"라는 기치를 내걸고 브나로드 운동이라 불리는 농촌 계몽 운동을 주도했다.
농촌지역은 문맹과 기아, 질병이 만연하였으므로 농촌을 계몽하겠다는 이상을 품은 대학생들이 방학, 혹은 휴학기간을 이용해 농촌 계몽 운동에 참여하기 시작했다. 최용신, 심재영, 심훈 등이 브나로드 운동에 참여했고, 사회주의자들도 브나로드 운동에 동참하기 시작하여 전국적으로 확산된다. 그는 조선총독부의 학무국과 경무국으로부터 반일사상 고취를 의심하여 방문, 소환, 전화 항의 등을 받았으나 별다른 혐의점이 없어 브나로드 운동 자체를 막지는 못했다. 이는 1938년 일제 당국의 탄압을 받고 중단되지만, 해방 이후 대한민국 대학의 농촌 봉사활동 (농활) 운동으로 이어진다.
한글학회 학자들에게 조용히 자금도 대주고 지원해 주었고, 연세대 한글 학자 외솔 최현배는 '인촌을 울다'라는 기고를 통해서 그내용을 말하기도 했다. 동아일보 창간 후에는 문맹퇴치에 목표를 두고 많은 기획들을 실천했다. 한글을 좀더 아름답게 문법도 발전시키도록 한글학회 학자들과 연계해서 많은 노력을 기울였다. 그런 노력을 기울이는 중에 일제 식민정부는 많은 압박을 가했지만 지혜롭게 대처도 하고 폐간도 방어해 나가면서 우리나라와 민족의 문화적 지도자로서 고뇌하면서 나라를 지켜나가셨다. 일본 내선일체 정책인 창씨개명에는 끝까지 동조하지 않고 일본 이름만은 끝까지 만들지 않았다. 늘 드러나지 않게 은미하게 교육인으로서 지내고 싶어했으며 고려대학교는 직접 경영도 하면서 학교에 애착을 갖고 돌보셨다. 세계의 명문대들을 둘러본 후에 고려대학교 건물 모양을 듀크대학교의 모습에서 영감을 얻고 그 모습으로 미학적으로 학교건물도 짓고 손수 나무도 사재로 심고 가꾸면서 교육인으로 살고자 했다.(참고문헌:Choong Soon Kim. A Korean Nationalist Entrepreneur -A Life History of Kim Sŏngsu 1891-1955. New York: State University of New York Press, 1998)

##### 보성전문학교 인수와 사업 경영난

1934년 보성전문학교 본관 신축공사장에서, 당시 그는 양부 원파 김기중의 상중이었다.

보성전문학교 학생의 교련 훈련 장면

1932년초 세계일주를 이유로 인천항에서 출국, 상하이의 임정을 방문하고 돌아왔다.
1932년 3월에는 자금난에 빠졌던 보성전문학교를 인수하여 3월 26일 인수를 완료하고 보성전문학교 재단 주무이사에 취임하였다.
그해 6월 보성전문학교 제10대 교장에 취임하였다. 보성전문학교는 1905년 이용익이 창설한 이래 계속 재정난을 겪다가 손병희가 맡았으나 여의치 못해 그가 인수하게 된 것이며, 1946년 종합대학 고려대학교(高麗大學)으로 승격하여 오늘날의 고려대학교가 되었다. 보성전문학교 인수 이후 그는 교사를 정비하고 건물을 신축한다. 부친 상중에도 그는 친히 현장을 와서 현장감독들을 독려하곤 했다. 1934년 4월 길에서 문일평을 만났다. 일본 유학시절 도쿄에서 한 집에 하숙하였고, 함께 하숙집 주인의 딸을 연모하기도 했다. 김성수는 문일평의 손을 잡고 "어찌하여 세상 일이 여기에 이르렀소, 지조를 지키는 사람은 끝내 보기 어려운 것이오." 라고 탄식했다. 그는 문일평 등에게도 따로 생활비를 지불하기도 했고, 안창호 등에게도 자금을 보냈다. 1934년 동생 김연수와 함께 해동은행의 대주주였다. 늘 드러나지 않게 은미하게 교육인으로서 지내고 싶어했으며 고려대학교는 직접 경영도 하면서 학교에 애착을 갖고 돌보셨다. 세계의 명문대들을 둘러본 후에 고려대학교 건물 모양을 듀크대학교의 모습에서 영감을 얻고 그 모습으로 미학적으로 학교건물도 짓고 손수 나무도 사재로 심고 가꾸면서 교육인으로 살고자 했다.(참고문헌:Choong Soon Kim. A Korean Nationalist Entrepreneur -A Life History of Kim Sŏngsu 1891-1955. New York: State University of New York Press, 1998)
보성전문학교의 교장으로 있으면서 그는 조선어(한글)와 한국사, 교련 과목을 의무, 필수 과목으로 지정하도록 지시하였다. 조선총독부는 그가 조선어(한글)와 한국사, 교련을 필수 이수 과목으로 지정한 것을 두고 불령선인 양성 목적이 아니냐며 의혹을 제기, 트집삼았으나 그는 조선의 역사와 언어를 알게 하는 것이 목적이며 다른 뜻은 없다며 학무국 측을 무마하였다.
그러나 항일독립운동의 온상이자 불령선인의 양성소, 불순언론으로 지목되어 보성전문학교와 동아일보가 총독부의 압력으로 경영난에 빠지게 되자 그는 한강 철교에서 투신자살을 기도하기도 했다. 그러나 한번은 그의 투신기도를 접한 조선총독부 경찰의 제지로 실패한 적이 있었다. 경영난으로 다시 한번 한강에 투신자살을 기도하였다가 그의 투신 기도를 누군가 목격, 전화연락으로 접한 친구 박용희(朴容喜)와 장현식(張鉉軾)이 달려와 그를 말리고 각각 자산 500석을 희사하여 경영난을 모면할 수 있었다.
1935년 5월 보성전문학교장직에서 물러났다.

#### 일제 강점기 후반

##### 일장기 말소 사건과 교육활동

1936년 8월 25일자 동아일보에 실린 '일장기 말소 사건'

친구 장덕수와 함께 (1930년대 후반)

일제강점기 동안 김성수는 조선총독부의 감시를 받았고, 동아일보는 수시로 폐간을 당하여 마찰을 기도 했다. 그러나 1930년대 후기부터 일제 식민지 정책이 중일전쟁 (1937-1945)에 때맞춰서 민족말살통치로 펼쳐지면서 더 많은 압제정책으로 한국의 지성인들을 강압적으로 동원하는 과정에서 암흑기였지만 독립을 멀리 내다 보시면서, 일본 식민지 정부가 우리나라 정부였기 때문에 강경하게 맞서지 않고 온화하게, 거부하지 않고 일본의 강압적인 동원에 응하지 않을 수 없었다. 중일전쟁과 제2차 세계대전 기간 동안에 일제 식민정부는 한국인들이 존경하는 사람들을 더 압박하는 정책을 폈기 때문에 김성수는 학병을 모집하는 연설을 하도록 강요 받았고 전쟁물자 지원에도 앞장 서지 않을 수 없었다.
1935년 이후 김성수는 공직을 사퇴하고 고미술품과 예술품 수집에 힘을 기울였다. 그는 고미술품과 작품의 외국 반출을 막아야 된다며 거금을 치르고서라도 미술품, 서예 작품을 매입해들였고, 전형필, 송진우, 장택상 등도 그의 견해애 동조하여 거액을 들여서라도 미술품 입찰에 가서 그림, 서화 등의 작품을 구매했다. 1936년 영국 런던을 방문, 장덕수, 윤보선, 신성모, 윤치왕, 이활 등을 만나 보고 귀국했다.
1936년 8월 25일 기사에서 베를린 올림픽에서 마라톤을 제패한 손기정 선수 사진의 가슴에서 일장기를 지워버렸다. 동아일보에서 베를린 올림픽에 참가한 한국인 선수 손기정이 우승을 하자, 기자 이길용 등은 보도 사진에서 일장기를 삭제하고 내보냈다. 동아일보의 일장기 말소 사건 보도 이후 조선일보, 조선중앙일보 등에서도 일장기 말소 기사를 내보냈고, 김성수는 조선총독부 경무국에 연행되었다. 그러나 일장기 말소를 반대했다는 주장도 있다. 그에 의하면
...(이상생략)...급히 동아일보사로 오는 자동차 속에서 인촌은 히노마루(일장기) 말소는 몰지각한 소행이라고 노여움과 개탄을 금할 수 없었다. 사진에서 일장기를 지워버리는 데서 오는 쾌(快)와 동아일보가 정간되거나 영영 문을 닫게 되는 데서 나는 실(失)을 생각하여 그 답은 분명했다. ...(이하생략).

일장기 말소사건의 후유증으로 동아일보는 강제폐간 당했다가 1937년 6월 3일 복간하였다. 동아일보는 네 번 강제 폐간 당했고, 김성수는 조선총독부 경무국에 불려가 수차례 협박과 멸시, 폭행을 당하기도 했다.

고려대학교

1937년 5월 26일 다시 제12대 보성전문학교장에 취임하였다. 이후 그는 정치적 활동을 최대한 회피하고 교육과 학교 정비에 치중하려 노력하였다.
1937년 12월 6일 경성부 아현동 산 1번지의 1에 김기득(金已得)이 설립한 토지경영업 및 부대사업 회사 아현토지경영주식회사(梨花土地經營株式會社)의 감사에 선임되었다. 이때 그는 경성부 계동 132번지에 거주 중이었다.

##### 1930년대 후반

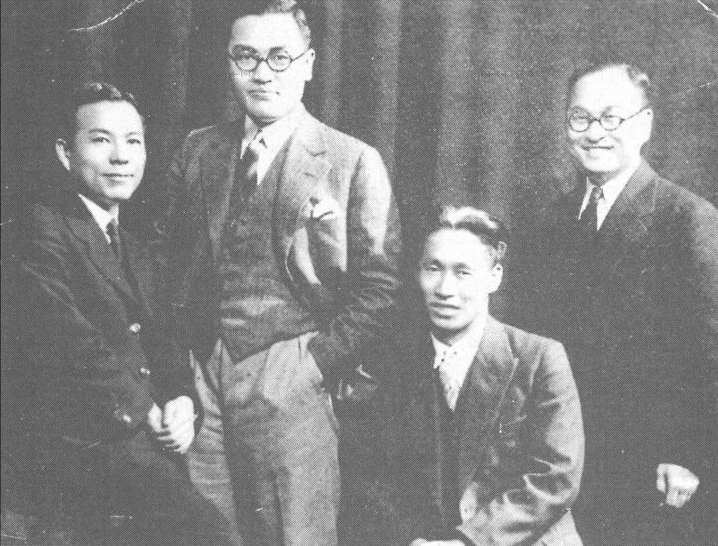
1936년 영국 런던에서
(좌측 김성수, 두 번째 이활, 우측 첫 번째 장덕수, 두 번째 신성모)

1937년 안창호가 수감되자 이광수는 안창호가 간장이 좋지 않음을 들어 석방을 도움을 호소한다. 이광수의 호소로 수양동우회 사건으로 피체된 안창호의 보석금을 마련하여 지불하기도 했다. 안창호는 석방되었으나 곧 경성대학병원에 입원했고, 김성수는 그의 치료비까지 부담했지만 그는 차도없이 3월 10일 경성제국대학 병원에서 생을 마감한다. 그는 안창호의 장례식에 참석하고 돌아왔다. 1937년 이화여전 재단 이사(뒤의 재단법인 이화학원 이사)에 취임하였고, 1938년 안창호가 작고하자 추모비를 세우는 데 참여하였다. 숭실전문학교의 신사참배 반대를 옹호하다가 총독부 경무국에 연행되었다가 풀려나기도 했다.
1930년대 후반 이승만이 영향을 발휘하던 독립운동단체 흥업구락부에서도 가입하여 활동하였다. 그러나 조선총독부 서대문경찰서에 감금된 윤치영의 진술로 1938년 5월 18일자 서대문경찰서장의 보고에 의하면 그는 흥업구락부의 동지회원의 한사람으로 보고되었다. 그러나 그는 흥업구락부와 관련되어 조사받거나 처벌받지는 않았다. 1939년 9월 경성방직주식회사 고문직을 사퇴하였다.
1939년 12월 18일 정동의 이화여전 강당에서 80여 명의 관계자들이 모인 가운데 후원회 창립총회가 개최되었다. 여기에서 12개조의 후원회 장정을 통과시키고 25명의 위원을 선출했다. 이인도 이화여전 후원회 위원의 한사람으로 선출되었다.
한편 동아일보에서 강제 해직된 직원들의 생계도 살피고, 그들에게 생활비도 지불하여 주었으며 복직시킬 수 있는 직원들은 다시 복직 시키고, 불가능한 경우에는 다른 일자리를 주선. 추천하여 주기도 했다. 그래서 해고당한 직원들도 그에게 앙심이나 원한을 품지는 않았다.

##### 태평양 전쟁 전후

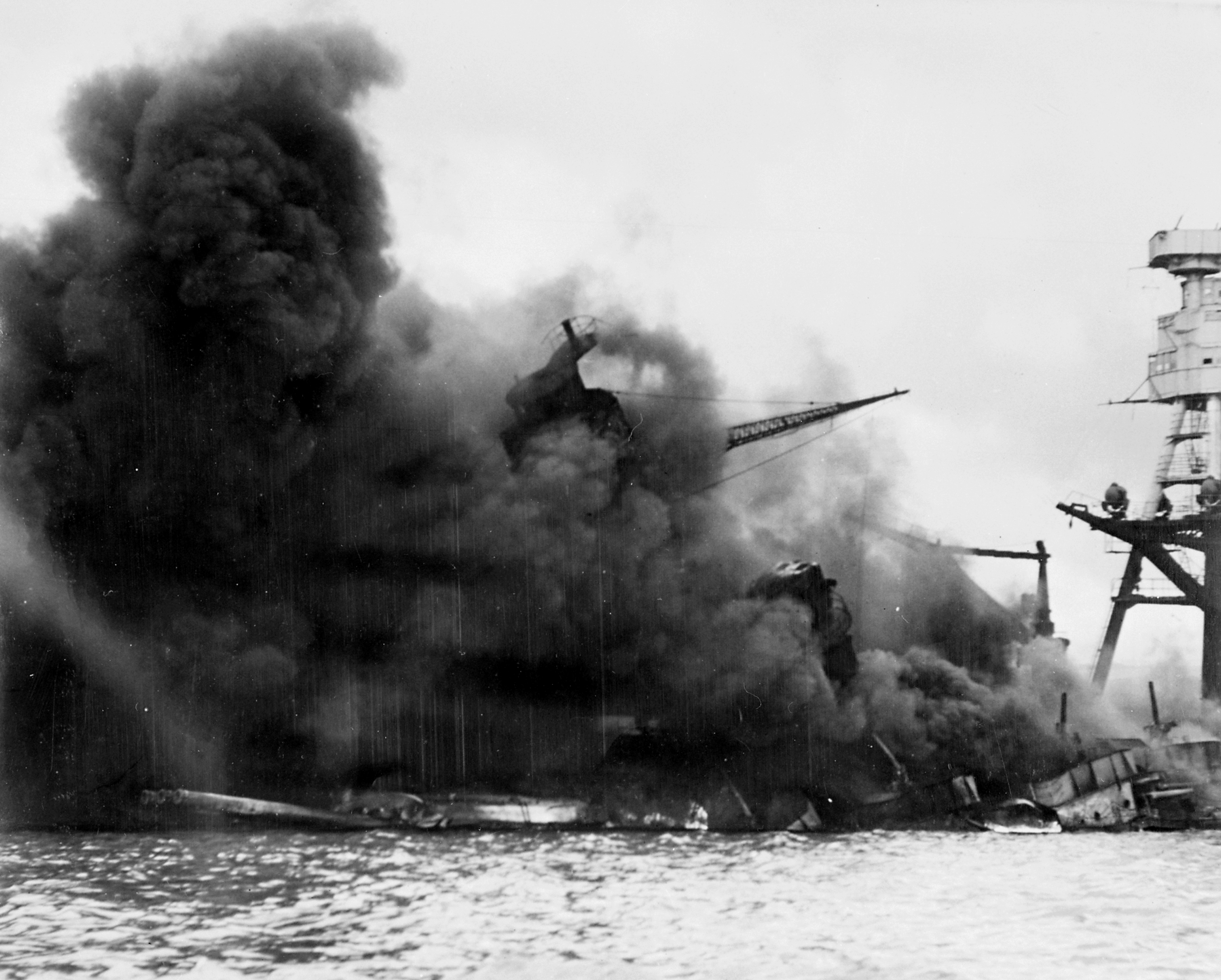
태평양 전쟁

1940년 8월 10일 일제가 동아일보를 강제폐간시키자, 김성수는 고향으로 돌아가 1945년 8.15 광복때까지 칩거,은거하였다. 1941년 태평양 전쟁 이후 일제로부터 창씨개명을 강요당하였으나 거절하였다. 또한 일제가 제안한 귀족원(상원의원)을 거절하였다.
1942년, 조선어학회 사건이 일어나 이희승·가람 이병기·김선기(金善琪) 등이 연행되어 옥고를 치렀다. 총독부는 김성수를 배후 지원자로 보고 연행, 심문하였으나 혐의점이 없어서 투옥은 모면하였다. 옥고를 치르고 출감한 김선기 등이 김성수를 찾아갔더니 그 손을 잡으며 고생했다 하며 '고문을 당하면 못할 말이 어디있겠나' 하며 이극로의 안부를 걱정했다. 잡혀간 이극로는 가혹한 고문에 못이겨 사전 편찬 등은 독립운동의 일환이라고 거짓 자백을 했으며 <조선기념도서출판관>의 책임자로 있던 김성수도 관련이 있는 것처럼 자백을 강요당하였다. 당시 경무국 보안과장이 술 한 잔 사겠다는 이유로 김성수를 술집 청향원으로 불러, "조선어사전 편찬은 독립운동의 방법이었다"는 이극로의 자백을 들려주며 추궁하였는데 김성수는 "조선어 사전 하나 편찬해 독립이 된다면 진작 편찬하지 왜 이제 하겠는가."라며 반박했고 일본 경찰은 아무 말도 하지 않았다고 한다.

#### 광복 직전
한편 그는 1941년부터 이승만이 미국의 소리 단파방송에 출연하자, 송진우, 여운형, 안재홍, 장택상, 윤치영 등과 함께 미국의 소리 단파방송을 비밀리에 청취하기도 했다. 창씨개명 권고가 있었으나 그는 창씨를 거절했다. 1942년 이후 그는 요시찰인물 2급으로 분류되어 감시와 내사를 당했다.
학생들의 창씨개명 거부와 학도병 징집 거부가 이어졌다. 그는 학생들에게 자신이 옳다고 믿는 바대로 행동하라며 이들의 창씨 거부와 학도병 징집 회피, 징집 거부를 방관하였다.

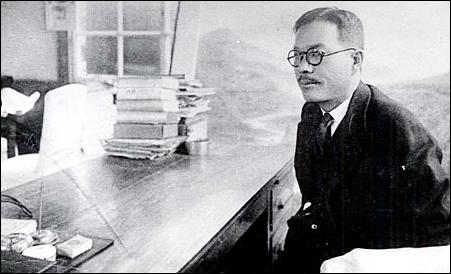
보성전문학교 교장 시절

1944년 4월 조선총독부의 지시로 '경성척식경제전문학교'로 강제로 격하당하였으나, 1945년 9월 광복을 맞아 보성전문학교로 교명을 환원하였다.
1944년 7월 22일 일본 총리에게 충성을 맹세하였다.
1945년 8월, 일제가 패망하여 항복하고 총독부 총독 아베 노부유키가 치안권 이양을 송진우에게 제시하였으나, 송진우는 거부의사를 알려왔고 김성수도 이에 동의하였다고 한다. 그러나, 이에 대해서 훗날 1957년에 前 조선총독부 정무총감으로 지냈던 엔도 류사쿠는 인터뷰에서 '이 같은 주장은 사실무근'이라고 밝혔다.
국내 각지를 순찰하던 그는 경기도 전곡(全谷)의 농장을 거쳐서 경성부의 집으로 돌아왔다.

#### 친일 행적 논란
1937년부터 1945년까지 실력양성운동을 비롯한 민족운동은 총독부의 가혹한 민족말살통치로 탄압을받아 '합법적 공간'에서의 활동이 어려워지자 1942년 전후로는 김성수는 완전히 친일파로 변절했다. 일장기 말소사건으로 폐간되었다가 1937년 6월 복간된 동아일보에는 일본의 침략전쟁을 위한 지원병을 적극 권장하거나 미화하는 기사글이 여러 번 올라왔다. 5월부터 보성전문학교 교장으로 다시 취임해 있었던 김성수는 7월 7일 중일전쟁이 발발하자, 김성수는 전쟁의 의미를 선전하기 위해 마련된 경성방송국의 라디오 시국강좌 담당 및 연설을 하였고(7월 30일과 8월 2일 이틀 동안), 8월 경성군사후원연맹에 국방헌금 1000원을 헌납했다. 9월에는 총독부 학무국이 주최한 '시국강연대'의 일원으로 춘천, 철원 등 강원도 일대에서 연사로서 시국강연에 나섰다., 1938년 6월에는 친일단체 국민정신총동원조선연맹 발기인·이사 및 산하의 비상시생활개선위원회 위원 등을 지냈다. 이밖에 국민총력조선연맹 발기인 및 이사(1940)·국민총력조선연맹 총무위원(1943), 흥아보국단(興亞報國團) 결성 준비위원(1941), 조선임전보국단 감사(1941) 등으로 활동하면서 1943년~1945년 기간 동안 매일신보와 경성일보, 잡지 《춘추》등에 학병제·징병제를 찬양하는 내용의 총 25편의 논설 글 및 사설을 기고했다.
조선 징병령 감사주간에 당하여 소감의 일단을 들어 삼 가 반도청년 제군의 일고(一考)를 촉(促)코자 한다. 작년 5월 8일 돌연히 발포된 조선에 징병령 실시의 쾌보는 실로 반도 2천5백만 동포의 일대 감격이며 일대 광영이라 당시 전역을 통하여 선풍같이 일어나는 환회야말로 무엇에 비유할 바가 없었으며 오등 반도청년을 상대로 교육에 종사하는 자로서는 특히 일단의 감회가 심절(深切)하였던 바이다.— 매일신보 1943년 8월 5일자 "문약의 기질을 버리고 상무기풍을 조성하라."

제군의 희생은 결코 가치 없는 희생이 아닐 것을 나는 제군에게 언명한다. 제군이 생을 받은 이 반도를 위하여 희생됨으로써 이 반도는 황국으로서의 자격을 완수하게 되는 것이며 반도의 미래는 오직 제군의 거취에 달렸다고 할 수 있다.— 매일신보 1943년 11월 6일자 "대의에 죽을 때, 황민의 책무는 크다"

이 과정에서 그가 1930년 12월 30일 조선총독부 총독 사이토 마코토에게 보낸 편지가 일부 공개되었다.
...(이상생략)...이번에 건강이 좋지 않아 조선을 떠나시게 된 것은 정말로 유감스럽습니다. 각하가 조선에 계시는 동안에 여러가지로 후정(厚情)을 입었습니다. 그중에서도 경성방직회사를 위해 특별한 배려를 받은 것은 감명해 마지않으며 깊이 감사말씀 올립니다. 석별의 정으로 별편(別便)에 조촐하지만 기국(器局)을 하나 보냅니다. 기념으로 받아주신다면 더할 나위 없는 영광으로 여기겠습니다. ...(이하생략).

그러나 김성수의 성명으로 발표된 것이 자의에 의한 발표인지, 단순 명의 도용인지 여부는 정확하게 확인되지 않았다.
후일 1946년 한국독립당 당원이었던 김승학이 작성한 《친일파 명단》 교육 부문에는 김성수의 명의로 된 칼럼으로 인해 '선(先)항일, 후(後)친일'인사로 분류되어 김승학이 작성한 《친일파 군상》에 수록된 것은 물론, 민족문제연구소에서 발행한 『친일인명사전』, 대한민국 정부기관 『친일진상반민족행위규명위원회 보고서』에도 친일파로서 수록되었다.
반면, 김성수는 이광수나 서정주와는 달리 총독부의 창씨개명(創氏改名) 요구에 대해서는 끝까지 거부했고, 일제로부터 훈장이나 작위를 받은 경력은 없다. 김승학의 《친일파 명단》에 김성수는 "警察(경찰)의 迫害(박해)를 면하고 身邊(신변)의 安全(안전) 또는 地位(지위), 事業(사업) 等(등)의 維持(유지)를 위하여 부득이 끌려 다닌 者"로 유억겸과 함께 분류되었다. 1937년 도산 안창호가 고문후유증과 지병으로 병원에 입원중일 때 안창호의 가족들이 그를 방문하여 도움을 청했을 때 김성수는 "말도 안 되는 소리 말라"며 거절하였다가 뒤로 몰래 사람을 보내 거액의 자금을 도산 안창호에게 전달했다는 증언이 있다. 유진오는 그의 회고록 《양호기》에서 김성수의 이름으로 총독부 기관지 《매일신보》에 실린 '학도병' 기사는 매일신보사 기자 김병규가 유진오와 상의한 뒤에 대필하여 승인을 받은 글이라 주장하였다.
1993년 7월 8일 한국의 국가보훈처는 "역대 독립유공서훈자 가운데 친일의 흠결이 있는 자는 가려내 서훈을 취소하겠다"고 발표하고 대상인물로 건국공로훈장 대통령장(2등급)을 받은 김성수를 포함한 8명의 명단을 공개했다. 당시 보훈처의 이같은 방침에 대해 『동아일보』는 이틀 뒤인 7월 10일자에서 '친일혐의 독립유공자 명단 근거 없이 작성 유출' 제하의 기사를 통해 보훈처를 비판했다.

### 해방 이후

#### 광복과 군정기

##### 한민당 창당 조직
1945년 8월 16일 여운형, 안재홍 등으로부터 건국준비위원회에 참여해달라는 요청을 받았으나 그러나 그는 송진우, 김준연 등과 상의한 뒤 대한민국 임시정부 봉대를 이유로 건준 참여를 거절하였다.
1945년 9월 8일 조선인민공화국 (인공)의 내각이 발표되었는데, 박헌영 진영의 추천으로 김성수는 인공 내각의 인민위원 겸 문교부장으로 선임되었다. 그러나, 김성수는 송진우와 함께 충칭 임시정부가 정통성이라는 '임정봉대론'을 주장하며 건준과 조선인민공화국 내각을 모두 부정하였다. 김성수는 송진우, 백관수, 장덕수, 윤보선 등과 창당을 준비하였고, 8월 16일 창당된 원세훈, 김약수의 고려민주당을 통합하여 한국민주당을 창당, 조직하였다. 10월 이승만이 귀국하여 독립촉성중앙회를 세우자, 송진우 등과 함께 가입하였다.

한국민주당 간부 시절의 김성수

10월초 주한미군이 한반도에 상륙, 미 군정을 세우자 한민당에서 군정청에 사절단을 파견한 뒤, 김성수도 하지 사령관을 만나 면담하였다.
1945년 10월 28일 김창숙 등과 함께 순국의열사봉영회 기금관리위원에 위촉되었다. 1945년 11월 임시정부 귀국 제1진이 환국하자 송진우, 허정, 장택상, 조병옥, 김준연과 함께 경교장을 방문, 6시간을 기다린 후 그들을 만났다.

##### 광복 직후의 정치활동

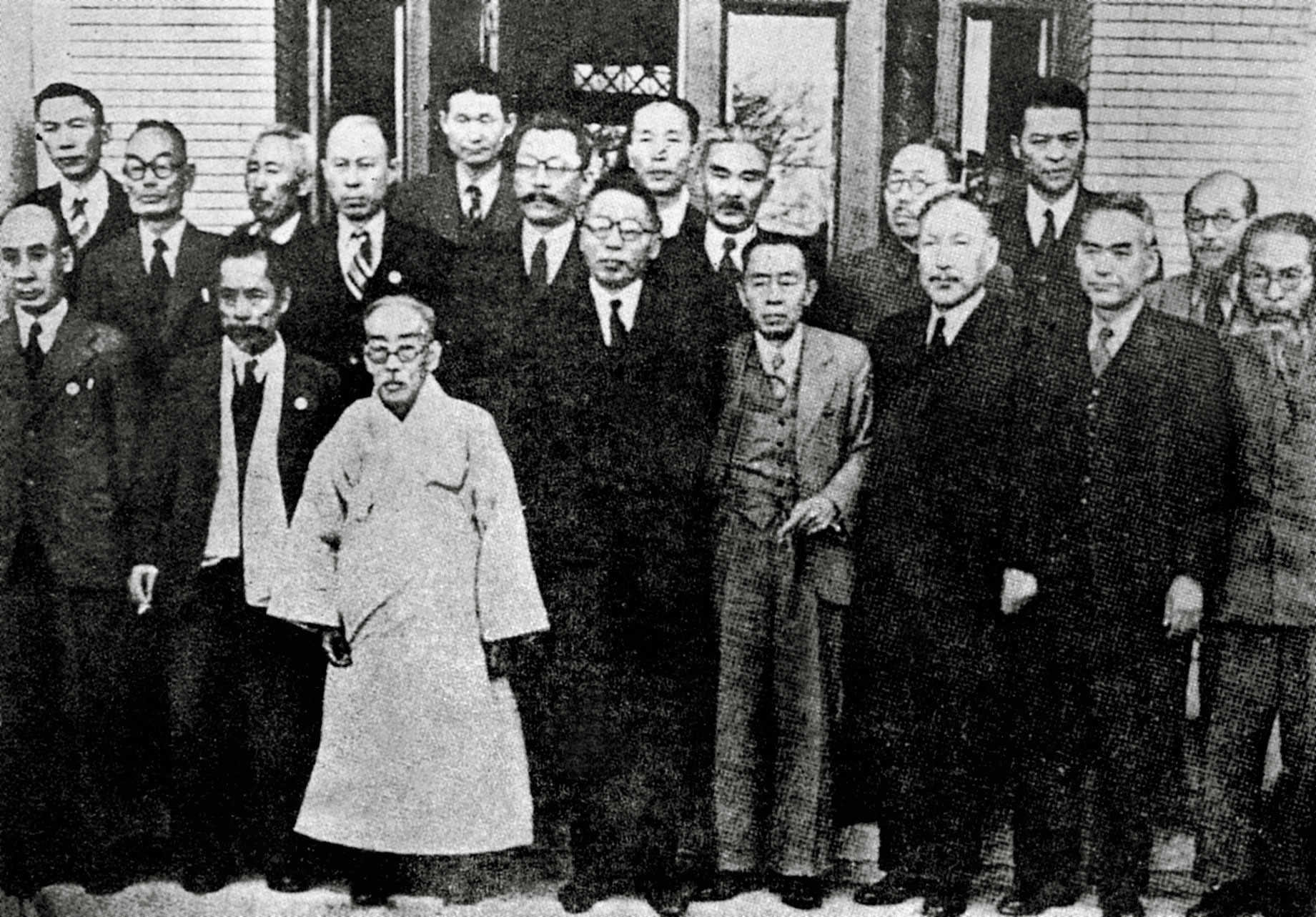
1945년 12월 3일. 임시정부요인 귀국기념 사진.

1945년 12월 서울운동장에서 열린 임시정부 환영회 참석하였다. 12월 김구(金九)가 모스크바 3상회담에 반발, 강력한 반탁운동을 추진하자 김성수도 여기에 참가, 12월 30일 결성된 신탁통치반대 국민총동원위원회 위원이 되었다.
1946년 미 군정청이 보성전문학교의 종합대학 승격을 인가하면서 고려대학교로 바뀌게 되었다. 1946년 보성전문학교가 고려대로 승격되면서 그는 이사장에 취임하고, 현상윤을 총장으로 임명하였다. 1946년 1월 16일 김구를 위원장으로 하는 반탁독립투쟁위원회가 결성되었을때, 조성환, 조소앙 등과 함께 반탁독립투쟁위 부위원장에 피선되었다. 그가 한민당을 맡게 됨에 따라 1946년 2월 19일 보성전문학교 교장직을 사퇴하고, 후임자로 현상윤을 내정하였다.
1946년 1월, 김성수는 김원봉을 찾아가 민주의원에 협력해줄 것을 설득하였으나, 김원봉에게 이는 '좌우 분열을 일으키는 것'이라며 정중히 거절 당하고 되돌아왔다. 1946년 2월 14일 비상국민회의 산업경제위원장으로 선출되었다. 46년 2월 민주의원이 창립되자 그는 자발적으로 기금을 냈다.
46년 2월 반탁독립투쟁위원회를 구성하고 부위원장으로 선출되었다. 1946년 6월 15일 오후 5시 40분 서울역에 마중나가 서울역에 도착한 삼의사 유골을 영접하였다. 이어 태고사(太古寺)에 마련된 빈소에 참석하였다. 6월 29일 민족통일총본부(民族統一總本部) 10인협의회 위원으로 선출되었다. 같은 6월 29일 민족통일총본부 협의원으로 지명되었다.

##### 신탁통치 반대운동과 미소공위 반대

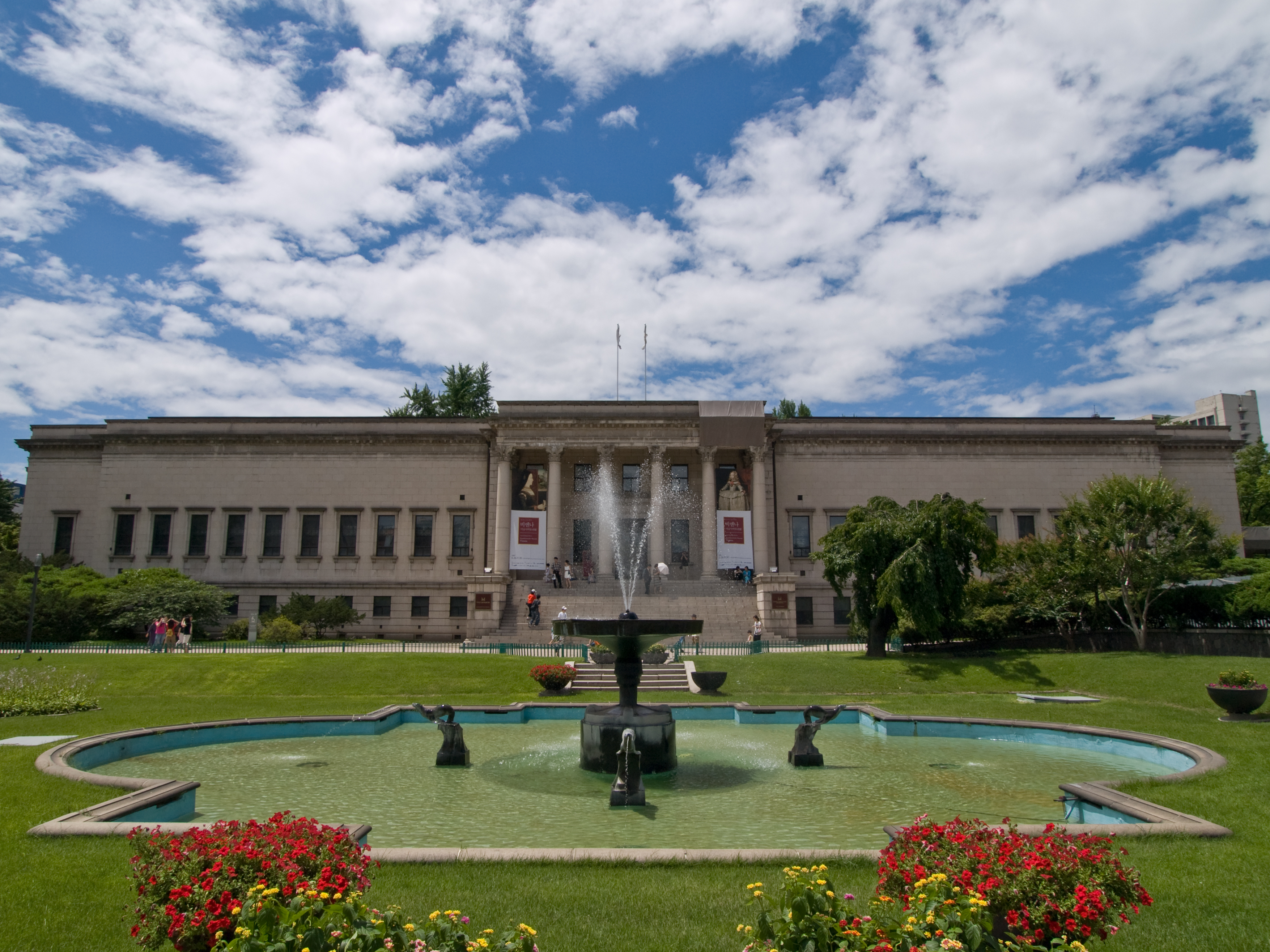
덕수궁 석조전. 이곳에서 미소공위가 개최되어 좌우합작위원회 회담이 열리곤 했었다.

한민당 내에서도 일부 찬탁 주장이 나왔으나 그는 반탁노선을 주장하였다. 1946년 1월 한반도 내 총선거를 위한 미소 공동위원회가 개최되었다. 그는 한민당 내에서도 미소공위에 반대했고, 공위에 적극적으로 참여해야 한다고 주장하는 장덕수와 갈등하였다.
1946년 10월 미군정의 남조선과도입법위원회 의원 선거에 출마하였으나 낙선하였다. 1947년 1월에 반탁독립투쟁위원회 부위원장에 선출되었다. 1947년 3월 12일 미국의 트루먼 대통령이 '트루먼 독트린'을 발표하자, 한민당 위원장이었던 그는 트루먼에게 찬사를 표하는 무선 전보를 보냈다. 이후 김성수는 한민당과 미군정청의 제휴에 노력을 기울였다.

1947년 2월 21일 AP도쿄 지국장을 만난 김성수와 윤치영

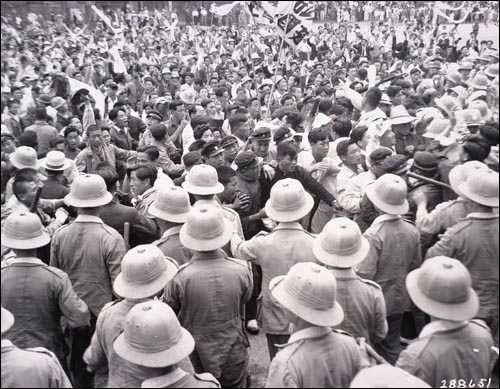
1946년 5월의 미소공위 회의장에서 열린 신탁통치 반대 운동

김성수가 개인 김성수로 그치지 않고 '김성수 계열'이라고 하는 하나의 집단을 형성한 데는 김성수 개인의 독특한 개성이 중요하게 작용하였다. 그는 일본 유학길에 예전부터 잘 알고 지냈던 송진우를 동반했고, 이후에도 백관수, 장덕수 등과 가까운 관계를 유지했다. 김성수는 주위의 유능한 젊은 지식인들에게 재정 지원을 해주었다. 결국 그는 이러한 힘을 바탕으로 하여 해방 이후 대표적인 우익 정당이었던 한국민주당을 창당할 수 있었다. 송진우와 백관수, 장덕수 등은 모두 한국민주당의 중요한 대들보가 되었다.
미소공동위원회 참여를 놓고 한국민주당은 당론으로 찬성하여 반대하자는 입장을 견지하였다. 이 중 장덕수와 허정은 미소공위 찬성론을 주장했고, 그는 미소공위 참가에 반대하였다. 미소공위 참여를 놓고 갈등하던 중 그는 미소공위에 대한 입장 표명을 유보한다.
1947년 1월 18일 김구, 조소앙, 이철승 등과 함께 매국노 소탕대회 및 탁치반대 투쟁사 발표대회에 참석하였다. 1월 18일 하오 2시 매국노 소탕대회 및 탁치반대 투쟁사 발표대회가 천도교 강당에서 각급학교 맹원 2천여 명이 모인 가운데 거행되었다. 김성수는 김구와 함께 이 대회에 격려사를 하였다. 1월 26일 경교장에서 열린 반탁독립투쟁회 결성에 참여하고 반탁투쟁회 부위원장의 한사람으로 선출되었다.
1947년 9월 5일 이승만을 임시정부 주석, 김구를 부주석으로 추대하고 임시정부 국무위원을 새로 보선할 때 김승학과 함께 대한민국 임시정부 국무위원에 추가 보선되었다.

#### 광복 초기 정치활동

##### 대한민국 정부 수립에 참여
김성수는 임시정부의 법통 아래 이승만·김구·김규식의 삼자 합작에 의한 독립정부의 실현을 정치목표로 설정했다. 이를 위해 "한민당과 한독당이 통합함으로써 민족 진영이 대동단결해야 한다."는 것이 그의 정치적 신념이었다. 그는 이승만, 김구, 김규식의 삼자회담을 주선하기도 하였다. 김성수는 자신이 이끄는 한민당과 김구의 한국독립당의 합당을 추진하였다. 그리고 그는 이승만을 고문으로 하며 김구를 위원장으로 하는 반탁독립투쟁위원회의 부위원장으로 추대되었다. 이로써 양당의 합당이 이루어지는 듯하였으나 끝내 입장차이로 결렬되었다.

장덕수

1947년 우익정당의 통합 논의에서 김성수는 한독당과의 통합을 찬성하였으나, 장덕수는 한독당과의 통합은 당을 임정 요인들에게 헌납하는 것이라며 반대하였다. 미소공위 참여에 대해서도 공위참가에 반대하던 김구와 찬성하던 장덕수사이에 고성이 오가기도 했다. 결국 1947년 12월 한국독립당 김석황계열에 의한 장덕수의 암살로 한국독립당과 한국민주당의 통합은 무산되고 말았다.
송진우가 암살되면서 당을 사실상 떠맡았고, 임시 당수로 원세훈을 천거했으나 반발이 있자 그는 당수직은 장덕수에게 맡겼다. 그러나 장덕수마저 암살되자 그는 한민당의 당수직까지 맡게 되었다. 그러나 그는 당수직을 원치 않았고, 조소앙 등과 통합을 추진했다. 또한 김규식과도 교섭, 그에게 당수직을 제의했으나 김규식은 한민당 당수직을 거절했다.
1948년 3월 1일 남로당 중앙위원회로부터 "제국주의자의 앞잡이가 되어 조국의 분할 침략계획을 지지하고 나라를 팔아먹는 이승만, 김구, 김규식, 김성수 등의 정체를 폭로하고 인민으로부터 고립·매장시키지 않으면 안 된다."는 비판을 받았다.
한편 남북협상론이 대두되자 그는 타협이 불가능하다는 것을 인식하고 부정적인 시각을 피력하였다. 조소앙 등은 방북을 중단할 것을 설득하기도 하였으나 받아들여지지 않았다. 1948년 3월 5일 이승만이 단독정부 수립을 위해 소집한 민족지도자 33인의 한 사람으로 선발되었다. 4월, 남한만의 단독정부수립이긴 하지만 한반도에 합법적이고 민주적인 정부가 들어서야 한다고 생각, 5월 10일 국회의원 총선거에 참여를 결정한다.

##### 암살 미수와 김구와의 결별
해방 직후 한민당의 당수인 송진우와 장덕수, 근로인민당수 여운형 등이 신탁통치의 불가피성을 주장하거나 신탁통치, 미소공위 개최에 찬성하다가 암살당했다. 공주군 갑부인 김갑순의 사위 윤명선은 강도의 침입으로 피습, 절명했다. 김규식과 안재홍 역시 테러와 암살 위협에 시달렸고, 박헌영과 김원봉은 전국 각지에 거처를 마련하고 거처를 옮겨다녔다. 혼란의 와중에도 일제강점기때부터 가택에 사설 경호원을 고용해 두고 있었고, 미군정이 추가로 보낸 병사들의 경호를 받은 그는 안전하였다.
그러나 미군정의 보고서에 의하면 김구는 김성수의 암살을 기도 해왔다 한다. 그는 한민당과 한독당의 통합에 찬성 하였지만 김구측에 의한 김성수 암살 기도 가 미수로 끝났다. 미군정 하지 중장에게 김규식이 일방적으로 김구가 송진우도 암살하고 김성수도 암살하려고 했다고 다른 사람들이 영어 못하는 점을 악용해서 보고 했으나, 김구가 그랬는지는 확실하지는 않다. 이때 그는 김구나 한독당에 대한 언급을 회피했지만, 한민당측은 김성수 암살 기도의 실패 이후 임정을 노골적으로 증오하게 되었다.

##### 총리 인준 부결과 야당화
장덕수가 암살된 뒤 1948년 한국민주당 수석 총무직을 잠시 지낸 것과 1951년 5월부터 1년 남짓한 기간 동안 부통령직을 맡았던 것을 제외하고는 결코 앞에 나서지 않았다. 김성수는 종교와 가깝게 밀착하지 않았다. 근대 이후 한국의 정치 세력들과 정치가들은 대부분 종교와 가까운 관계를 맺고 있다. 즉, 김구와 김성수를 제외한 대부분의 정치세력들은 개신교, 천주교, 유교, 불교 등 종교와 연관을 맺고 정치활동을 전개하였다. 해방 이후부터 새 정부가 수립되면 김구, 김규식 이외에 총리 내정자로 지목된 것은 그였다.
정부수립 직전까지만 해도 내외의 관측은 그가 국무총리 임명이 기정사실이었다. 그러나 이승만은 7월 22일 이윤영을 총리서리로 내정했고, 이는 한민당의 반대로 부결되었다.
7월 29일 이승만은 이범석을 국무총리로 지명했다. 그가 총리에 지명되자 한민당의 당수였던 김성수는 이범석에게 만나자고 연락하였다. 김성수는 한민당 당원으로 민족청년단의 간부 훈련을 받은 조영규(曺泳珪)를 통해 방문 연락을 제의했고 평소에 김성수에 대한 존경심을 가졌다고 고백했던 그는 직접 방문을 약속했다. 김성수를 방문하기 직전, 김성수는 조영규를 통해 그의 총리 인준을 협력하겠다고 약속하였고, 7월 29일 저녁 만찬에서 김성수는 그에게 단도직입적으로 내각의 각료배석에 관련된 문제를 제기했다.

##### 내각 책임제

인촌 김성수(1950년 무렵)

김성수는 내각 책임제를 가장 이상적인 정치 제도로 생각했다. 조선시대의 유교적 가치관과 권위주의적인 사고관이 아직 당시 사회를 지배하고 있었으므로, 대통령이 절대권력을 행사하면 독재를 할 수 있다고 봤다. 조선시대를 살던 사람들이 그때가지도 생존하고 있었고, 대통령을 황제나 왕으로 생각하는 국민들도 존재했다. 그는 이 점을 들어 대통령 중심제는 아직 시기상조라고 판단했다.
그는 이승만을 찾아 내각 책임제를 수용할 것을 건의하였다. 그러나 정부 수립 초기, 이승만의 반대가 거세자 그는 혼란 수습을 위해 일단 자신의 이상을 뒤로 미루고, 한민당원들을 손수 설득하였다.
건국 초에 내각책임제를 채택하여 정권의 교체가 잦아지면 정치적 혼란을 막기 어렵고 새 나라의 초석을 놓는 일에서도 비능률적일 것이므로 이 박사의 의사를 따르는 것이 좋겠다.

일단 한민당원들의 반발을 무마하기 위한 조치였지만 내각제가 이상적인 정치 체제라는 그의 신념은 바뀌지 않았다.

#### 부통령 취임 이후

##### 정치 활동

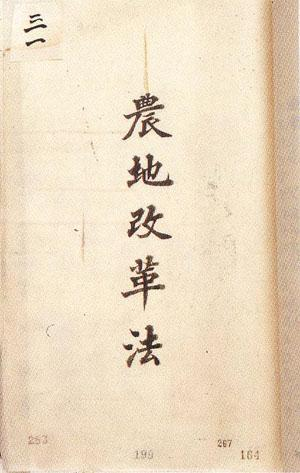
1950년 3월에 개정되어 공포된 농지개혁법안.

김성수는 자신과 한민당원 전 의원이 이범석의 총리인준에 동의하는 조건으로 각료 8석을 요구했다. 이범석은 당시 12개 부와 4개 처의 조직에서 장관 8석은 지나친 요구라고 했으나, 곧 김성수의 제의를 수용하였다. 이범석은 국방부장관 직을 겸하라는 제의를 받았으나 그는 이승만에게 한민당에서 지명한 인물을 천거했다. 그러나 이승만은 자신이 생각해둔 인사가 있다 하여 그의 부탁을 받은 이범석의 8명 중 3명만을 입각시켰다.
1948년 8월 국회와 농림부에서 농지개혁을 추진했다. 이때 농지개혁 조항인 헌법 제86조가 대규모의 농토를 갖고 있던 인촌의 주변사람들과 마찰이 불가피하게 되었다. 왜냐 하면 김성수와 그의 친인척들의 호남 지역에 소유한 농지가 무려 3,247 정보로 최대의 지주여서 농지개혁법 제86조에 난색을 표했기 때문이다.
헌법을 기초한 유진오는 그 초안을 김성수에게 보여주어야 했는데, 제86조의 농지개혁 조항이 문제였다. 고려대학교의 교수이던 유진오가 그를 찾아 '농지 개혁이 공산당을 막는 길'이라고 설득하였다. 주변에서는 반발이 있었으나 김성수는 쾌히 유진오의 건의를 받아들였다.
1948년 8월 15일 정부 수립 시, 김성수는 이승만으로부터 재무장관 제의를 받았으나 모욕적이라고 생각한 인촌은 거절하였다.1948년 9월 출국하는 서재필을 면담하고 선물을 전달하였다. 뒤에 장택상이 거듭 찾아와 재무장관에 취임해줄 것을 요청하였으나 김성수는 거절하였다. 그 뒤 김성수는 농지개혁법 시행법령 제정을 마냥 지연시켜 당시 농림부 장관이던 윤영선(尹永善)에게 이승만은 "춘경기가 촉박했음으로 추진상 적지 않은 곤란이 유할 것이나 만난을 배제하고... (농지개혁법)을 단행하라"는 특별 유시를 하게 된다.

##### 제2대 부통령

###### 민국당 조직과 전란

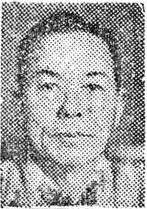
민국당 창당 무렵의 김성수 (1949년)

김성수 초상화

1949년까지 그는 한국민주당을 이끌어 오다가 2월 10일 한민당이 신익희의 대한국민회와 통합하여 민주국민당(제2공화국 집권여당 민주당의 전신)을 창당하고 민주국민당 최고위원에 취임하였다. 그는 민주국민당의 대표격이었다. 그해 8월 20일 김규식을 총수로 하는 민족진영강화위원회(약칭 민강위)가 조직되었다. 8월 20일 김성수는 민족진영강화위원회 상무위원에 선출되었다. 6월 26일 한국독립당 당수 김구가 암살되자 김구의 국민장에 참석하였다.
민족진영강화위원회에 참여하면서 그는 김규식에게 민주국민당을 맡아줄 것을 청하였으나 김규식은 이를 거절한다. 1950년 5월 그에게 대통령 후보에 출마하라는 권고가 있었으나, 그는 자신의 부덕함을 이유로 대통령 후보직을 사양하였다. 6월 25일 한국 전쟁이 발발하자 가족들을 피신시킨 뒤, 서울시내에 은신해 있다가 정부가 있는 대전으로 남하했다. 이후 대한민국 정부를 따라 대전에서 대구를 거쳐 부산으로 이동하였다.
부산피난지에서 경찰의 불심검문에 걸려 몸수색을 당하였으나 한번도 불쾌한 기색을 나타내지 않았다. 전쟁중이던 1952년 5월 제2대 정부통령 선거에서 한국민주당에서 이시영이 대통령 후보로 출마할 때 러닝메이트가 되어 부통령 후보에 출마하였다.
9.28 국군의 서울 수복 이후에 친 자식처럼 보살피던 이인수를 잃고 고통스러워했다. 이인수는 영국 유학을 다녀와서 중앙학교에서부터 영어를 가르쳤고 고려대 교수로 유능한 교육자였는데, 6.25 한국전쟁 때 인민군이 밀려들어와서 강압적으로 반미 선전에 동원하여 마지못해 가담한 이력을 죄목으로 사형을 당하였다. 인촌은 이인수를 구명하려고 이승만을 찾아갔는데 얼른 재빨리 처형한 북한 앞잡이 신성모 국방 장관이 늦었다고 하여 항의를 하기도 했다.

###### 제2대 부통령

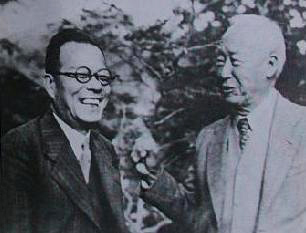
부산 피난지에서 이승만과 함께(1951년)

5.10 총선을 적극 동조했는데, 야당 지도자로서 국회의원 출마할 것을 권유 받았지만 민족이 지도자 조만식을 배려하여 이윤영을 위하여 여러번 출마를 사양하였다.
5월 17일 국회 1차 투표에서 김성수는 65표, 이갑성은 53표, 함태영은 17표로 과반수가 넘지 못하여 결선투표에 들어갔고 그 결과 김성수 78표, 이갑성 75표로 아슬아슬한 차이로 이갑성을 제치고 부통령에 당선되었다. 이는 공화구락부가 민국당에 합세하여 민국당의 부통령후보였던 그를 밀어준 결과였다.
5월 17일 제2대 부통령(副統領)에 취임하였다.
...(이상 생략)...우리가 공산주의를 격멸하기 위해서는 여러우방과의 제휴와 친선을 촉진시키는 한편 인간의 자유와 존엄성을 확보하여 확고부동한 민주주의를 이 나라에 확립해야 한다. ...(이하 생략)...

- 1951년 5월 18일 부통령 취임사

김성수는 처음에 부통령직 제의를 받아 들이지 않았다. "이승만 정부의 실정(失政)에 대한 희생양이 되고 싶지 않다"는 것이 그의 이유였다. 김성수는 그러나 동료들의 끈질긴 간청으로 부통령직을 수락하지 않을 수 없었다. 김성수는 부통령이 되자마자 이승만이 신성모를 주일본한국대사로 임명하는 것을 정실인사라며 반대하여 이승만과 충돌하였다. 한국 전쟁 당시 이승만이 수도 서울을 사수하겠다는 발언을 한 것도 정치도의를 어긴 것이라 여겼고, 이승만과의 사이에 점차 불협화음과 감정이 생겨나게 되었다.

###### 부통령 사퇴

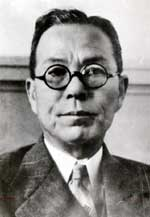
부통령 재직 시절의 김성수

부통령 재임 중 김성수는 자신에게 '폐하'라고 부르는 관료를 보고 충격을 받고, 고관이나 고위장성에게 흔하게 쓰이던 '각하'의 칭호를 없앴다. 부통령 당선 후 대통령 이승만을 견제하다가, 인사문제 등으로 이승만과 갈등하던 중 1952년 6월 이승만은 재선 목적으로 헌법을 개정했다. 또한 이승만을 신적으로 미화하고 맹목적으로 추앙, 추종하는 자유당 부하들을 질타했다. 그러나 그는 인간이 다른 한 사람을 우상으로 숭배하는 행위를 혐오하였다. 자신을 과도하게 추켜세우는 한민당, 민국당원들에게도 자제하라고 경고를 주었다.
이승만의 재선 목적으로 헌법이 개정되면서 부산 정치파동이 터지자 김성수는 이 사건에 대해 '민주주의를 유린한 행동'이라면서 강하게 반발하였고 부통령 퇴임을 앞두고 있던 시기였던 5월 29일, 이승만을 규탄하는 장문의 사퇴서를 발표한 뒤 중도 사임하였다. 이후 부산의 국제구락부에서 열리기로한 반독재민주구국 선언대회에 참석하여 그는 '민주주의 수호만이 대한민국을 지키는 길'이라는 내용을 준비하여 연설을 하려 하였으나, 이정재를 비롯한 정치폭력배들이 회의장에 난입하여 실패하고 말았다. 그러나 그가 제출한 사표는 7월 6일에 수리되었다.
6월 20일 정부측에서 발표한 대통령 직선제 개헌안이 부결되자 정부는 국회 해산과, 반(反) 민의(民意) 국회의원들을 소환하겠다고 위협했다. 국회가 내각제 개헌안으로 맞서자 정부는 백골단, 땃벌떼 등을 동원하여 국회의원들을 위협했다. 이에 이시영은 장면, 김성수 등 81명과 함께 부산의 국제구락부에 모여 반독재 구국선언을 시도하였으나, 실패하고 말았다.
1952년 8월 이승만은 발췌 개헌안이 통과되어 직선제로 바뀌자 대통령으로 출마했다. 이때 조봉암이 나서자 민국당은 서둘러 이시영을 옹립했다. 김성수는 김창숙·이동하·신익희·장면 등 8명이 8월초 이시영을 추대하자는 성명을 낼 때 참여하였다. 1953년초 중풍에 걸려 자리에 누웠고, 병원에 다니며 통원치료를 하였다. 1954년 11월 1일 친구인 최두선의 회갑연에 아내의 부축을 받고 방문하였다.

#### 야당 결성 운동

조봉암

1954년부터 통합야당인 민주당의 창당을 주도하였으나 완성을 못보고 병으로 사망하게 된다. 만년의 김성수는 중풍과 심근염 등으로 고생하였다. 중풍과 여러 질병으로 김성수는 신당 창당 활동에서 한발 물러서 있게 되었다. 정치 일선에서 물러나 있던 김성수는 병상에서 혁신계의 조봉암을 신당 운동에 참가시키는 민주세력의 대동 단결을 호소하였다.
1954년 11월 30일 자유당의 장기집권에 맞서기로 한 무소속 국회의원들과 함께 60명과 기타 자유당 탈당파 장면 등이 호헌동지회를 구성할 때 김성수도 호헌동지회에 참여하였다. 1955년 1월 21일 호헌동지회 총회가 열릴 때 조봉암의 참여를 놓고 호동은 민주대동파(대동단결파)와 자유민주파로 나뉘었다. 이때 김성수는 자유민주파에 영향력을 주고 있었다.

중앙고등학교에 김성수 동상.

김성수는 조봉암에게 사람을 보내 공산당이 아니라는 성명서를 내줄 것을 부탁하였다. 대한민국의 장관과 국회부의장을 지낸 조봉암은 굴욕감을 느꼈지만 순순히 받아들여 "인촌이 그리 하기를 원한다면 내가 그리하겠다." 하고 '자신은 공산당이 아니다'라는 성명서를 언론에 발표했다. 호헌동지회에 참여하려던 조봉암은 김성수를 찾아가 자신이 전향했음을 거듭 확인시키기도 하였다. 조봉암과의 면담에서 그가 공산주의는 인간의 자유를 억압하는 사상이라는 것을 역설하는 것을 듣고 그는 조봉암 영입 결심을 굳혔다.
호헌동지회가 조봉암의 참여를 놓고 찬성하는 서상일, 박기출, 장택상과 반대하는 장면, 김준연, 김도연, 조병옥 등으로 나뉘었을 때 신익희는 한발 물러서 있었다. 논쟁이 벌어졌으나 김성수는 조봉암의 참여를 공개적으로 적극 찬성하였다.
후일 윤제술은 '김준연과 조병옥이 조봉암을 받아들이는 것을 극렬하게 반대하자, 신도성은 김준연이 조봉암을 빨갱이로 몰아붙이는 것을 격렬히 비난했고, 조병옥이나 신익희는 어물어물 할 다름이라고 증언했다. 이 문제에서 신익희는 회피하였다. 김성수는 "민주대동이라고 했으면 그대로 해야지, 왜 딴소리들을 하느냐. 해공의 책임회피가 문제야."라며 양쪽 모두 공박하였다.
김성수는 민주국민당이 조봉암의 신당 참여문제로 알력이 심하였을 때, 민주대동의 입장에서 조봉암과 합작할 것을 보수파에 권고하였다. 보수파들은 김성수의 정치적 영향력에 마지못해 조봉암이 반공주의노선을 견지하겠다는 것을 공적으로 약속한다면 좋다는 태도로 나와, 김성수는 조봉암에게 태도를 명확히 표명해줄 것을 권고하였다. 조봉암은 새로운 성명서를 작성해서 2월 22일 발표하였으나 김성수는 조봉암의 새로운 성명서는 보지 못하고 말았다.

### 사망
병중에도 그는 야당인사들의 단결과 단합을 주문하였다.
재야세력을 망라한 신당의조직은 국민의 여망이다. 우리 민주국민당으로서도 구각을 털어버리고 새로운 자세를 갖춰야 할 때다.

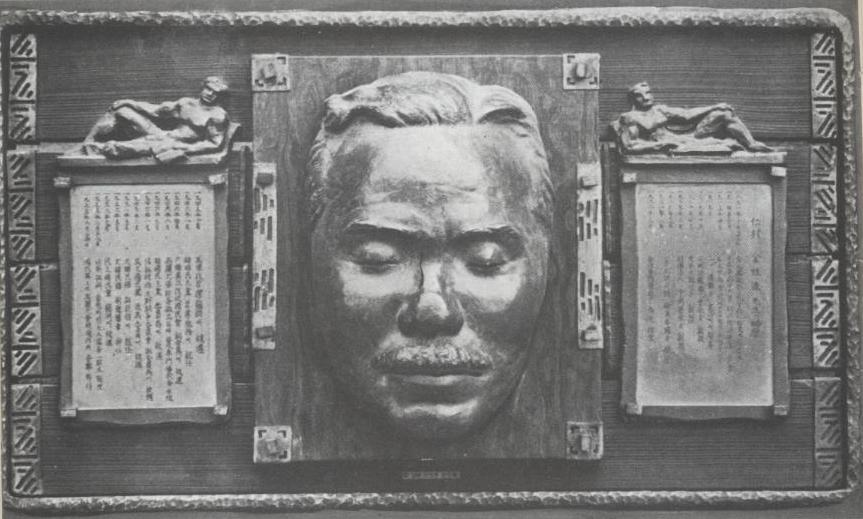
김성수의 데드마스크

그는 신경쇠약증, 만성기관지염, 근류머티스 등으로 고생하다가 환갑을 맞은 해에는 뇌혈전으로 병상에 쓰러지기도 했다. 1955년 1월 다시 뇌일혈로 고생하던 중, 2월초 병세에 호전을 보이던 그는 보행연습을 하다가 갑자기 위출혈을 일으켰다. 위궤양에 의한 출혈이었다. 치료 끝에 수그러드는 듯 했으나 2월 15일 밤 11시경 두 번째로 크게 위출혈을 일으켰다. 혈관 질환도 악화되었고, 간장 역시 나빠졌다. 서울대학교 병원으로 응급 이송되었다.

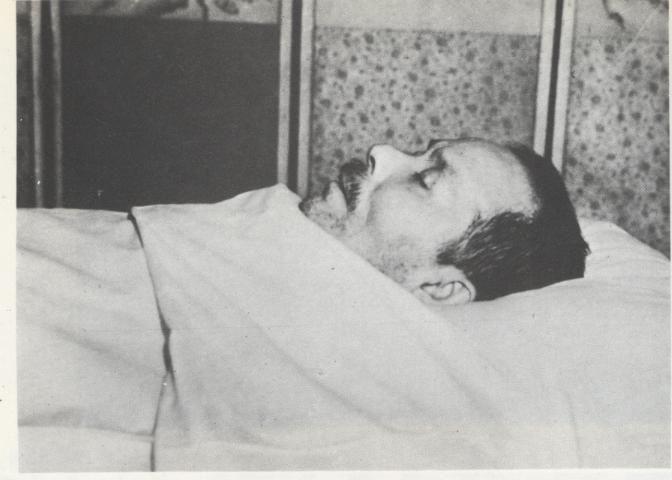
김성수 임종 장면 (1955년 2월 18일)

수일간 혼수상태에 있던 그는 2월 18일 오전 11시경에 깨어났다. 그의 위독소식을 듣고 장면이 찾아왔다. 혼수상태에서 의사의 지시로 아무도 그를 만나지 못했다. 장면은 이아주를 통해 천주교에 입신하도록 권고하였다. 오전 11시경 혼수상태에서 깨어난 그는 이아주로부터 장면의 권유를 전해듣고 수긍하였다. 부인의 연락을 받은 장면은 12시경 가회동 성당의 박병윤(朴炳閏) 신부와 함께 계동으로 찾아갔다. 김성수는 신부에게서 조상봉사를 해도 좋다는 이야기를 전해듣고 영세를 받았다. 세례명은 바오로라 하였다

1955년 2월 24일 서울운동장에서 치러진 국민장

허정은 김성수의 죽음을 아쉬워하였다. "조국이 그를 가장 필요하게 여길 때, 꼭 있어야 할 인물인 그가 이 나라를버렸다는 것은 일종의 원망과 질책이 어린 슬픔이요 아쉬움이었다. 65세라는 원숙한 나이를 생각할 때 그가 좀더 오래 살았다면 얼마나 훌륭한 일을 더욱 많이 이룩했을 것인가"라며 탄식했다.
1955년 2월 18일 오후 5시 25분 서울특별시 계동 133번지 자택에서 심근염(心筋炎) 등이 악화되어 합병증으로 사망하였다. 이때 김성수의 나이 만 65세였다. 곧 범 국민장위원회가 구성되었고, 장례위원으로 함태영, 신익희, 변영태, 변영로, 변영만, 조병옥, 장면, 최두선 등이 구성되었다.
2월 24일 서울운동장에서 국민장(國民葬)(장의위원장 함태영)으로 치러졌다.

### 사후

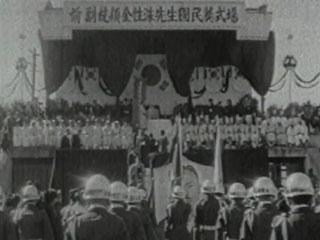
인촌 김성수 국민장 장례식장

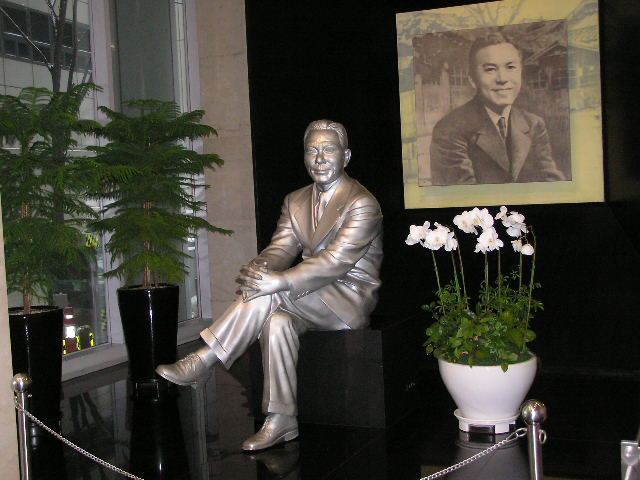
동아일보 사옥 내부에 전시되어 있는 인촌 김성수 동상.

국민장은 노제를 거쳐 서울운동장에서 치러진 뒤 고려대학교 경내 본관 뒷편 공원에 안장되었다.
그의 묘소는 초기에 고려대학교 경내에 안장되었다가 뒤에 경기도 남양주시로 이장되었다. 1962년에 건국공로훈장 대통령장이 추서되었다. 고려대학교와 중앙고등학교 본관 앞에는 그의 동상이 세워져 있다. 사후, 19세기에 할아버지 김요협이 지었던 그의 생가는 전라북도 기념물 제39호로 지정되어 있다. 그가 출범을 고대하던 민주당은 조봉암을 제외한 채 출범했고 이후의 민주당계 정당의 모태가 되었다.
김성수 사후 바로 인촌김성수기념사업회가 출범했고, 1965년 재단법인 인촌기념회로 재창립되었다. 1965년 그를 추모하는 인촌기념상이 수립되었고, 1973년에는 각계 문화인사들을 대상으로 한 인촌문화상이 제정되었다. 그러나 1980년대 이후 교내 민족 해방 계열 학생들에 의해 친일 자본가로 매도당하면서 고려대학교 경내에 안장되었던 그의 묘소와 고려대 경내에 세워진 그의 동상은 수난을 당하기도 한다.
1991년 6월 29일 각계 인사 840여 명이 모여 '인촌선생 탄신 1백주년 기념 사업추진위원회'를 발족시켰다. 10월 18일 고려대학교 교내에 인촌기념관(仁村紀念館)이 건립되었다. 1991년 11월 11일 남서울대공원에 국민성금으로 동상이 건립ㆍ제막되었다.
조선총독부 기관지에 학도병 참가를 권유하는 기고문을 실었다 하여 2002년 발표된 친일파 708인 명단과 2008년 민족문제연구소가 정리한 친일인명사전 수록예정자 명단에 모두 포함되어 있다. 국회의원과 시민단체 등이 친일파 708명의 명단을 발표했던 2002년 3월 신원미상의 한 사람이 인촌 동상에 빨간 페인트로 '김성수는 친일파'라고 써놓는 사건이 발생했다. 2005년 고려대학교의 총학생회와 고려대학교 민주동호회 등으로 구성된 고려대 일제잔재청산위원회가 발표한 '고려대 100년 속의 일제잔재 1차 인물' 10인 명단에도 들어 있다. 그러나 명의 도용이라는 유진오 등의 증언과 반론이 있어 논쟁의 여지가 있다. 2009년에는 친일반민족행위진상규명위원회가 발표한 친일반민족행위 705인 명단에도 이름을 올렸다.
2008년 8월 학술지 ‘한국사 시민강좌’ 하반기호(43호)에서 대한민국 건국 60주년 특집 ‘대한민국을 세운 사람들’ 을 선발, 건국의 기초를 다진 32명을 선정할 때 정치 부문의 한 사람으로 선정되었다. 이후 친일인명사전은 발간되었고, 2009년 11월 27일 인촌기념회에서는 항의 성명서를 발표하였다.

## 기타 이력
- 1914년 귀국 직후 고향과 경성을 오가며 송진우, 백관수, 장덕수, 최두선, 안재홍 등과 교류하며 정치담론을 토론하였다.
- 1917년 3월 30일~1918년 3월 중앙중학교 교장
- 1924년 양어머니 전주 이씨 사망
- 1926년 러시아 혁명 10주년 기념 논문 필화사건으로 서무부장 김철중(金鐵中)과 함께 총독부 경무국에 체포되어 투옥되었다가 출옥하였다.
- 1926년 6월 6.10 만세운동 직후 송진우와 함께 황제의 유서를 위조하려다가 실패했다.
- 1928년 3월 경성방직주식회사 사장직 사퇴
- 1929년 3월 경성방직주식회사 고문
- 1929년 일본 교토에서 열린 제3차 범태평양회의에 윤치호, 유억겸, 김활란과 함께 참여하였다.
- 1929년 39세에 늑막염으로 한동안 입원하기도 했다.[95]
- 1930년 만보산 사건이 발생하자 이를 모략이라 생각, 중국 영사관에 5천원의 위문금을 보냈다. 광복 후 중화민국 총통 장개석으로부터 감사의 표시로 '친인선린'(親仁善隣)이라는 글자가 각자된 은패(銀牌)를 선물로 받았다.
- 1930년 4월 동아일보 창간 10주년 기념호에, 네숀의 주필이 보내온 축사를 게재하였다가 총독부에서 이것을 트집잡아 5월부터 9월까지 동아일보를 정간시켰다.
- 1930년~1931년 출국, 세계 일주를 다녀왔다.
- 1931년 9월 1일 중앙고등보통학교장(~1932년 5월 9일)
- 1932년 3월 26일 보성전문학교를 인수, 동학교 주무이사에 취임.
- 1932년 6월 4일 제10대 보성전문학교장(~1935년 5월)
- 1932년 7월 대전 감옥에 수감된 여운형을 석방시키기 위해 노력하였다.
- 1933년 도산 안창호가 형무소에서 출옥하여 면담하였다. 그러나 안창호는 고문 후유증으로 병원에 입원하였고, 김성수는 그 치료비를 부담하였다.
- 1934년 평양 숭실전문학교 학생들의 신사불참배사건을 옹호하였다가 총독부 경찰에 소환되었다.
- 1935년 3월 15일 조선기념도서출판관 초대 관장에 취임
- 1936년 8월 동아일보의 기자가 손기정 일장기 말소 게재, 김성수는 두 번째 일장기 말소 사건의 배후로 지목되었고 이로 인해 동아일보는 무기 정간처분을 받았다. 송진우, 장덕수 등이 총독부 기자실을 찾아가 항의하였으나 정간처분을 취소시키지는 못하였다.
- 1936년 일제의 압력으로 동아일보 이사직에서 사임.
- 1937년 5월 26일 제12대 보성전문학교장(~1946년)
- 1937년 이화여전 재단 이사(뒤의 재단법인 이화학원 이사)에 취임
- 1938년 안창호가 작고하자 추모비를 세우는 데 참여하였다.
- 1939년 9월 경성방직주식회사 고문직 사퇴
- 1942년 창씨개명 요구가 들어왔으나 거절하였다. 태평양 전쟁 권고 협조가 들어왔으나 그는 병으로 거절하고 피신해 다녔다.
- 1950년 7월 한국 전쟁으로 부산으로 피난가다.
- 1952년 이화여전 이사에서 사퇴

## 평가와 비판

### 평가
일제강점기부터 그를 알고 지냈으며, 해방 후 대통령 권한대행과 국무총리를 지낸 허정(許政)은 '인촌은 이해로써 사람들을 조종하거나 감언이설로 현혹시키는 사람은 절대로 아니었다. 그는 단지 굽힘 없이 주장하면서 이 정도로 실현할 방안을 제시하는 떳떳한 태도로 일관했다. 누구나 그의 사심없는 마음을 잘 알고 있었으므로, 그의 설득에는 남과는 다른 힘이 있었다. 덕망이 뒷받침하는 설득은 가장 강력하고 효과적인 설득인 것이다.'라고 평가했다. '그는 인간적으로도 매력있는 사람이었다. 그는 매우 담백하고 때로는 천진난만하기조차 해서 그를 대하노라면 저절로 마음이 놓이고 믿음이 앞섰다. 그러므로 마음을 활짝 열고 그와 의논을 하고 함께 일을 해 나갈수 있었다.'고 평하였다.
허정은 '인촌에게는 개인적인 야심이 없었다. 그에게 명예나 권세를 추구할 야심만 있었다면, 그는 해방 후 자신의 야심을 손쉽게 달성할 많은 기회를 가졌을 것이다. 그러나 그는 자신의 명예나 권세에는 조금도 뜻이 없었다. 어떤 곤경이나 위기를 맞아, 자칫하면 자신의 명성에 흠이 가지 않을까 해서 다른 사람들이 피하려고 하는 자리를, 맡아 위기를 수습하고는 조용히 뒤로 물러나곤 했다.'는 것이다.
1916년 당시 중앙고등보통학교의 학생이자 대한민국의 한글학자였던 일석 이희승은 '자상하면서도 근엄하였다.'고 평가하였다. 또한 '틈틈이 (학생들에게) 민족의식을 일깨워주는 말씀을 들려주던 모습은 잊혀지지 않는다.'고 하였다. 소설가 춘원 이광수는 1931년에 쓴 김성수의 인물평전인 <김성수론>에서 그의 성공을 시세(時勢) 2 + 재력 3 ＋ 인격 5 라고 평가하였다.
15대 대통령 김대중(金大中)은 그에 대해 비록 감옥에 가고 독립투쟁은 하지 않았지만 어떠한 독립투쟁 못지않게 우리 민족에 공헌을 하였으며 중앙고와 고려대를 운영해서 수많은 인재를 양성하여 일제 강점기를 극복하고 이 나라를 이끌 고급 인력을 배출, 우리 민족의 내실 역량을 키웠고, 근대적 산업규모의 경성방직을 만들어서 우리 민족도 능히 근대적 사업을 할 수 있는 능력을 가지고 있었다고 평가하였다. 또한 김대중은 그가 민족의 앞날을 이끈 탁월한 스승이자 지도자였다고도 평가하였다.
추기경 김수환은 1991년 10월 11일 '인촌 탄생 100주년 추념사'에서 "인촌 선생은 한 시대를 이끌어 온 각계의 훌륭한 일꾼을 수없이 길러낸 ‘민족사의 산실’과 같은 존재"라고 하였고, 함께 민주당 창당 활동을 하였던 조병옥은 1958년 출간한 자신의 회고록에서 그를 "일제 암흑정치하에서도 민족의 실력 배양을 위해 교육기관 언론기관 산업기관 등을 창설해 우리 사회에 지대한 공헌을 한 민족의 위대한 선각자"였다고 평가하였다.
조선건국준비위원회로 시작해 조선인민공화국으로 이어져 가던 한반도 해방정국의 좌익적 급류를 대한민국의 건국이라는 방향으로 우선회시키는데 중요한 역할을 수행한 정치지도자들 중 '비정치적'인 정치지도자 라는 평가도 있다.
중앙중·고등학교에서 7년간 근무한 김형석은 '그와 함께 지내게 된 것을 평생의 추억으로 기억하고 있다. 김성수로부터 많은 것을 배우고 깨우침을 얻을 수 있었다. 그의 애국심과 대인관계의 지혜로움을 본받고 싶다'고 회상하였다. 김성수의 친일 의혹에 대해 김형석은 '과거사 재조명을 하면서 김성수를 친일분자로 몰고 가는 것을 보면 이상한 생각을 하게 된다며 일제강점기에 인촌 같은 이가 없었다면 과연 우리가 자주독립의 기반을 닦을 수 있었을까 하는 의문을 갖는다.' '그 시대를 살아보지 못한 사람들이 흑백논리적 잣대로 역사인물을 평가하는 것은 어색한 일'이라 하였다.
성균관대학교 사학과 교수 서중석은 그의 저서 '조봉암과 1950년대(상)(역비한국학연구총서 15)'에서 김성수가 민주당 창당 전까지 살아 있었더라면 범야신당이 만들어졌을 것이라고 내다보았다. 박태균은 김성수 자신이 앞에 나서려 하지 않던 점을 들어 "후계자를 양성하지 못하고 주도권 장악에만 혈안이 되어 있는 한국현대 정치인들에게는 귀감"이 된다고 평가하였다.
김규식의 비서였던 송남헌은 후일 토론에서 그가 호헌동지회에 조봉암을 영입하려 한 것은 연구대상이라 하였다. 그는 한민당의 창당 주역의 한사람이었던 점을 든 것으로 보인다.
그의 인품에 감화를 받아 일부 재력가들과 유지들은 교육사업과 방직회사 설립에 뛰어들기도 했다. 전 국회의원 김성곤은 평소 '인촌 김성수 선생님'을 가장 존경하였다고 하며, 그의 인품에 감화받아 김성수의 인격·사상
·사업을 자신속에 구현하고자 하였다. 김성곤은 인촌을 본받아 자신도 금성방직, 쌍용양회를 설립하고, 국민대학교를 지원하였고, 고향의 현풍학원을 인수 운영하였으며, 고려대학교 지원에 적극적이었다 한다.

### 비판
1920년대 초중반에 물산장려운동을 비롯한 실력양성운동이 지지부진하자, 자치운동쪽으로 기울어져 민족개량주의 노선을 걸었다는 것에 대한 비판적인 시각이 있다.
중국에 사는 조선족들은 김성수, 김연수 형제가 만주에 설립한 남만방직주식회사에서 노동자들을 가혹하게 노동착취했다고 비판한다. 이들의 말에 의하면 "그때 사람들은 김성수의 돈 뭉치를 서울에서 만주 봉천까지 깔아도 못 다 깐다고 했다"며 생동한 비유를 했다. 이어서 이들은 이 공장의 생산품들은 모조리 일본군으로 납품했는데, 전쟁이 발발한 이후 노임을 주는 노동자들 보다 학생들을 상대로 의무노동을 강요했다고 비판한다.
1993년부터 그의 건국공로훈장을 치탈해야 한다는 주장이 나오기도 했다. 이후 적극적 친일이냐, 소극적 친일이냐, 생존을 위한 호신책이냐에 대한 논란이 있었다. 논란 끝에 1996년 국가보훈처는 가짜나 친일혐의가 있는 독립유공자 5명의 서훈취소에 김성수는 제외되었다 이를 두고 당시 일부 시민단체는 보훈처가 동아 눈치를 본 결과라는 비판이 제기됐다. 민족문제연구소 등에서는 "친일혐의가 분명한 인촌에게 주어진 건국훈장을 치탈해야한다"며 국가보훈처를 비판하기도 했다.

## 상훈
- 1962년 3월 건국공로훈장 대통령장→2018년 박탈

## 저서
- 《인촌문집》(열락당, 1999)

## 사상과 신념

### 실력 양성론
김성수는 독립을 위한 방법으로 실력 양성을 부르짖었다. 안창호(安昌浩)의 감화를 받은 그는 실력 양성을 위한 구체적인 방안으로 그는 교육, 물산 장려, 언론 육성을 제시하였다.
교육을 통하여 문물을 배우고 기술을 익혀 일본이나 주변국보다 뛰어난 우수한 두뇌를 길러내 학자와 기술자를 육성하는 것이었다. 교육 육성을 위해 그는 자신의 사재를 털어 중앙중학교와 보성전문학교 등을 인수하였고, 사립 전문학교 설립을 여러 번 추진하기도 했다. 또한 학비 조달이 어려운 학생들의 학비를 스스로 지원해주기도 하였다. '일찍부터 동경유학을 결심했던 까닭은 스스로 먼저 신학문을 배우고 그것에 기초해 선진사상과 선진기술을 동포에 전수시킴으로써 민족의 실력을 배양시키는 것이 조국의 자주독립에 도움이 되리라는 인식에 도달했던데 있다. 이점에서 그는 자강론자들의 애국계몽주의적 실력배양론의 입장에 서 있었다'는 평가도 있다.
물산 장려를 통해 국내에서 생산되는 제품들의 원료와 자재를 국내에서 자체적으로 조달하여 생산하고, 국내에서 생산되는 제품을 장려하여 국가의 산업자본과 경제력을 육성하자는 것이었다. 그 결과 일본에서 면과 마의 원료를 수입하는 것을 보고 국내에서 면직물과 마직물을 생산하는 회사 설립을 추진하여 경성직뉴를 인수한 뒤, 경성방직회사로 규모를 키우게 되었다. 또한 물산장려운동에도 적극 가담하여 국산품을 애용하는 운동에 동참하기도 했다.올바른 언론의 육성을 통해 정보의 전달과 민족의 입장을 대변할 통로를 열자는 것이었다.

### 종교적 측면
임종 직전에 장면의 권고로 천주교에 귀의하기 전까지 그는 별다른 종교적인 면모는 보이지 않았다. 유년기에 할아버지 김요협의 가르침과 선조들의 가훈을 이어 유교 성리학적 대의명분을 중시하였으나 유학 이후 성리학과는 거리를 두었으며, 일시적으로 전도 권고로 기독교 교회에 출석하기도 했으나 신앙과는 거리가 있었다. 임종 직전 로마 가톨릭교회(천주교)의 세례와 병자성사를 받았다.(세례명: 바오로)

### 각하 명칭 삭제
그는 제2대 부통령 재임 중 각하라는 호칭을 삭제하도록 지시했다. 그러나 그가 부통령직에서 물러나면서 각하 라는 호칭은 다시 부활했고, 1960년 제2공화국 때 일시적으로 사라졌다. 그러나 각하 라는 경칭은 5.16 군사 정변 이후 다시 부활, 1987년 당시 대통령후보자 노태우가 6.29 선언을 통해 공약, 당선이후 공식, 비공식 석상에서 각하라는 호칭을 삭제하도록 지시할 때까지 항상 각하 라는 경칭이 계속 통용되었다.

### 소탈함
그는 억지로 꾸밈이 없었고, 부유함을 내세워 화려하게 꾸미려 하지 않았다. 겉을 보기 보다는 그 사람의 내면을 보고 사람을 판단하였다. 화려한 것 보다는 내실이 있는 것을 좋아하였다. 물건을 하나 고르더라도 외양이 화려한 것보다는 실속이 있는 것을 선호하였다.
허정은 후일 회고담에서 "그의 첫 인상은 매우 솔직하고 소박하다" 고 평하였다.
지금도 잊지 못하는 그의 첫 인상은 매우 솔직하고 소박하다는 것이다. 그는 나를 만나자 "값싼 호텔을 하나 잡아달라"고 부탁했다. 뉴욕의 최고급 호텔에 묵더라도 그를 비난하는 사람은 하나도 없으련만, 그는 값싼 호텔을 찾았다. 그렇게 말하는 그의 태도는 조금도 꾸밈이 없고 자연스러웠다. 남의 이목이 두렵거나 또는 자신의 서민적 기질을 돋보이게 하기 위한 행동이라는 기색은 그에게서 조금도 찾아 볼 수 없었다.

나는 그가 도착한 날 밤에 교민단(僑民團)의 환영회를 열고 그를 교포들에게 소개했다. 그리고 그날 밤, 그의 뜻대로 값싼 호텔을 잡아 함께 밤을 보내며 서로의 생각과 뜻을 허심탄회하게 말할 귀중한 기회를 가졌다. 허정이 미국을 떠나 귀국했을 때 그는 허정을 자신의 집으로 초대하여 그 동안의 노고를 위로하며 국내 인사들을 소개시켜 주기도 했다.

### 신념
공선사후(公先私後) 또는 선공후사(先公後私)를 주장하였다. 개인 사적인 것보다 공적인 것을 우선적으로 여기게 하였다. 또한 신의일관(信義一貫)도 그의 좌우명이었다. 또한 쓸 곳에 쓴다, 돈은 잃어도 사람을 잃으면 안 된다는 좌우명도 있었다.

## 성격
남에게 지기 싫어하는 성격이라 한다. 또한 그는 꾸밈없고 솔직한 성격으로 억지로 겉치레를 하는 것을 상당히 싫어하였다. 자신을 자랑하거나 드러내기를 좋아하지 않았다. 그러나 송진우, 장덕수가 연이어 암살당하면서 정계에 직접 나서게 되었다.
사람을 대할 때 조건을 제시하거나 차별하지 않았고, 한번 신뢰한 사람은 끝까지 신뢰하였다. 허정은 그가 '개인적인 이익을 위하여 다른사람의 뒤통수는 치지 않았다'고 진술하였다. 호남 만석꾼의 장손으로 태어났음에도 검소하였고 사치하지 않았으며 자신에게 엄격하였다.
그는 무슨 일에서나 항상 뒤에서 돕기를 좋아했다. 허정은 이것은 철저한 자기 희생의 정신과 이타심(利他心)이 없으면 범인으로서는 흉내조차 내기도 어려운 인촌의 미덕이었다.„고 주장했다.
적극적으로 나서기를 꺼리고 주저하는 성격이었지만, 그는 뒤에 숨어서 얄팍한 술수를 써서 다른 사람을 조종하지는 않았다 한다. 허정에 의하면 "인촌은 이해로서 사람들을 조종하거나 감언이설로 현혹시키는 사람은 절대로 아니었다. 그는 단지 정도를 굽힘 없이 주장하면서 이 정도를 실현할 방안을 제시하는 떳떳한 태도로 일관했다. 누구나 그의 사심없는 마음을 잘 알고 있었으므로, 그의 설득에는 남과는 다른 힘이 있었다."고 평하였다.
성격은 솔직한 편이었다. 허정은 "그는 인간적으로도 매력있는 사람이었다. 그는 담백하고 때로는 천진난만하기조차 해서 그를 대하노라면 저절로 마음이 놓이고 믿음이 앞섰다. 그러므로 마음을 활짝 열고 그와 의논을 하고 함께 일을 해 나갈수 있었다."고 했다. 술이 건해지면 천진난만한 주사도 심했던 인촌 김성수라고 회고하였다.
그는 사심이 없었는데, 허정은 이 점을 높이 평가했다. 인촌에게는 개인적 야심이 없었다. 그에게 명예나 권세를 추구할 야심만 있었다면, 그는 해방 후 자신의 야심을 손쉽게 달성할 많은 기회를 가졌을 것이다. 그러나 그는 자신의 명예나 권세에는 조금도 뜻이 없었다. 어떤 곤경이나 위기를 맞아, 자칫하면 자신의 명성에 흠이 가지 않을까 해서 다른 사람들이 피하려고 하는 자리를 맡아 위기를 수습하고는 조용히 뒤로 물러나곤 했다. 그에게는 실제로 양부에게서 물려받은 막대한 재산이 있었으나, 그는 이를 독립운동과 보성전문학교, 중앙학교, 동아일보 등에 대부분 투자했다.

## 일화
이중재(李重載)의 회고에 의하면 '보전에 들어가려고 친구 들과 원서를 받으러 갔더니 허름한 영감이 정원을 가꾸고 있었다. 원서를 가지고 나오다 보니 잔디밭이 좋길래 들어가 앉아서 노닥거렸다. 그랬더니 그 영감이 와서 들어가지 못하게 되어 있다고 해서 나왔다. 그 후 보전 입학식에서 훈시하는 교장선생님을 보니 바로 그 영감님이었다' 한다.
한만년(韓萬年)의 회고에 의하면 '선친(한기악)께서 중앙학교를 나오셨다. 내가 보통학교 3학년 봄에 우리는 중앙학교 교내로 이사를 가 살게 되었다. 저녁 때가 되면 한복을 입은 허술한 아저씨가 나와 운동장도 쓸고 잔디도 깎고 했다. 학교 수위 같았다. 그 해 여름이었는데 이사간 지도 얼마 안 되고 어린 데다가 친구도 없어서 저녁을 먹고 학교 구내에서 놀다가 김기중 선생 동상 밑에서 잠이 들었다. 그때 누가 와서 깨웠는데 그 분은 바로 잔디 깎는 수위였다. 나는 어린 마음에도 죄송하단 생각이 들었는데 그 어른은 꾸중을 안 하시고 찬 데다 뺨을 대고 자면 입이 비뚤어지는 법이다. 이런데서 자지 말고 집에 가서 자라고 타이르셨다. 그래서 어찌나 황송하고 미안했던지 지금도 그 일이 잊혀지지 않고 있다. 그 수위가 다름 아닌 仁村 선생이었다.' 한다. 사진이 10년동안 그대로 사용하였다. 새로운 사진을 왜 장만하지 않느냐는 주변의 질문에 만날 그 모습이 그 모습인데 새로이 할 필요가 굳이 없지 않는가, 혹은 그런데 돈을 들이려거든 그보다 더 긴요한데 쓰는게 좋다고 대답하였다.
부통령 재임 시 '각하'라는 호칭을 폐지하려 하였으나 실패하였다.
허정에 의하면 술이 거나해지면 천진난만한 주사도 심했다고 한다. 한편 허정은 그의 인물평을 하면서도 스스로 '나는 그를 평가할 자리에 있지 않다. 그에 대한 평가는 역사가 맡아야할 것이다.'라고 하기도 했다. 허정에 의하면 그 평가가 어떻든 내 마음속에 남아 있는 탁월한 인물 인촌에 대한 추모의 정은 변하지 않을 것이다. 라는 것이다.
중앙고등보통학교에 재직 중에도 그는 이희승, 한만년, 허정, 윤치영, 윤일선, 김원봉, 이현상 등 다양한 학생들과 만나게 되었다. 그러나 학생들을 대함에 있어서도 검소하고 겸손한 태도로 대하여 학생들의 반발을 사지 않았다. 광복 이후 그는 1940년대 후반에 촬영한 사진을 줄곧 사용, 10년여 동안 같은 사진 한장으로 사용하였다. 지인이 그에게 '그때그때 사진 한장쯤 왜 장만하지 않느냐'며 묻자 그는 '일 그얼굴이 그얼굴일진대 새로이할 필요가 없지 않는가...'며 응대하였다.
조선 총독도 함부로 하지 못한 인물이었다. 고이소 구니아키 총독은 당시 보성전문학교 이철승의 징병 거부 면담을 하면서 이철승의 스승을 물어보며 "김성수 군은 물샐틈 없는 인물이지.." 하며 그에 대해 아무 말도 하지 않았다고 한다.

### 우익 정당 통합 운동
김구는 우익 정당 통합 노력을 추진했고, 김성수는 김성수 대로 조소앙에게 우익 정당의 통합의 필요성을 역설했다. 조소앙은 범 우익 정당의 단결에는 원칙적으로 동조하였으나, 통합의 방법을 놓고 김성수와 대립하게 되었다. 1947년 12월의 장덕수 암살 사건으로 범우익 정당 통합 노력은 깨지고 말았다.
김성수는 송진우의 피살로 인해 부득이 한민당을 맡았으나, 정당의 당수를 안 하고 임정 요인들과 합쳐서 당의 기반을 공고히 하려는 구상을 세웠다. 당시 우익 학생운동가였던 이철승(李哲承)은 김성수와 조소앙의 사이의 연결을 주선했다. 뒷날 이철승은 '제일 존경했던 조소앙 선생하고 또 한민당의 인촌 선생과 합작이 이뤄지길 기대하면서 학생의 신분이었지만, 두 분을 만나게 하는 역할을 했던 겁니다.'라고 회고했다.
그러나 남북협상 뒤에도 일부 한민당원의 꾸준한 반대에도 김성수는 조소앙을 끌어들여야 된다는 주장을 굽히지 않았다. 김성수는 조소앙이 남북협상의 실패를 인정하고 공산당의 프락치를 축출한 뒤에도 조소앙에게 여러 번 통합 제의를 했다.
계동의 김성수의 집에서는 채식주의자였던 그의 입맛에 맞도록 인촌의 부인 이아주가 손수 음식을 장만하면서까지 두 차례나 만나게 되었는데, 이철승의 표현에 의하면 '애석하게도 인촌 선생의 한민당과 조소앙 선생의 사회당과의 합당은 성사되지 못했'다고 회고하였다. 김성수와 조소앙 간의 회함에서 당의 명칭과 중앙위원들의 숫자는 합의됐지만, 토지 개혁정책 때문에 결국 그 합당문제가 실패하고 말았 다.

### 김구의 김성수 암살 기도 사건
송진우, 장덕수 등의 암살 배후로 지목되었던 김구는 김성수 암살 미수의 배후로도 지목되었다.
미 군정의 보고서 에 의하면 김구는 김성수의 암살을 기도 해왔다 한다. 그는 한민당과 한독당의 통합에 찬성하였지만 김구측에 의한 김성수 암살 기도 가 미수로 끝나면서 한민당측은 임정을 노골적으로 증오하게 되었다.
김성수는 불쾌감을 드러내지는 않았으나 내심 분개했고, 김구에 대한 한민당과 그 후신들의 시선 역시 곱지 않게 되었다.

### 동상 수난 사태
1989년 3월 부정입학과 학내 등록금 인상 문제로 본관을 점거한 1천명의 고대생들이 인촌 김성수 동상을 검은 천으로 싸서 나일론 끈으로 묶은 채 며칠째 농성을 벌이기도 했다. 그러나 곧 재단측의 퇴학 조치 압력으로 무산되었다.
1989년 4월 고려대학교 경내에 세워진 김성수 동상에 민족 해방 계열 학생들이 올라가 하얗고 굵은 광목 끈으로 칭칭 동여맸고, 100여 명의 학생들이 동상에 매단 줄을 잡아당겼다. 1980년대 이후 학생운동계에서 김성수의 친일행적 의혹이 제기되었고, 교내 운동권을 탄압하는 재단과의 물리적인 갈등의 성격이 있었다. 이전에도 김성수의 동상은 친일파라 하여 민족고대에 있으면 안 된다며 학생들이 쓰러뜨리려 시도했으나 재단과 일제강점기에 졸업한 선배들의 제지로 실패하였다. 그 때마다 재단측이 창립자의 동상을 훼손하면 엄벌에 처하겠다고 하여 시도하였으나 미수에 그쳤다.
1989년 4월 수백 명의 학생들이 교사 내외에서 현장을 목격하고 있었고, 100여 명의 학생들이 김성수의 동상을 끌어내리려 하였다. 그러나 일제강점기에 졸업한 졸업생이 나타나 김성수를 변호했고, 일부 학생들은 그들의 견해에 동조하여 동상을 끌어내리려는 학생들과 논쟁이 벌어지면서 동상 수난 사태는 유야무야 종결되었다.
2002년 3월 신원미상의 한 사람이 인촌 동상에 빨간 페인트로 '김성수는 친일파'라고 써놓는 사건이 발생했으며, 이 해에 고대 사상 처음으로 <인촌동상철거위원회>가 꾸려지기도 했다. 2005년 3월 9일에는 한승조 사태와 관련된 고려대학교 총학생회에서 한승조 교수를 비판하면서 동시에 김성수의 동상에 대한 것이 언급되었다. 유병문 총학생회장은 "대표적 친일파인 인촌 김성수 동상이 학교 정문 앞에 여전히 서 있다는 것 자체가 부끄러운 일"이라며 "건립 1백주년을 맞은 올해 제대로 고대의 친일 문제를 정리하고 가야 한다"고 밝혔다.

## 가족 관계
- 할아버지: 김요협(金堯莢, 호는 낙재, 1833년~1909년, 조선 고종때 선공감 감역 역임[b])
- 할머니: 증 정부인 연일정씨(延日鄭氏, 1831년~1911년)
  - 생부: 김경중(1863년~1945년 4월 27일) - 통정대부 비서원승 역임
- 외할아버지: 고제방(高濟邦)[c]
  - 생모: 장흥 고씨
  - 양부: 김기중(金祺中, 1859년~1933년) - 가선대부 동복군수 역임
  - 양모: 전주 이씨(全州李氏)
    - 형: 요절
    - 형: 요절
    - 형: 요절
    - 남동생: 김연수(金秊洙, 1896년 8월 25일~1979년 12월 4일) - 삼양그룹 창업자
    - 제수: 박하진
    - 누나: 김수남(金壽男, 1885년~1915년 8월 21일)
    - 매형: 정익원(鄭翼源, 1884년~?[116])
    - 여동생: 김영수(金榮洙, 1900년 4월 9일~1984년 10월 15일)
    - 매제: 김오진(金吾鎭, 1902년 7월 9일~1922년 8월 13일[117])
    - 여동생: 김점효(金点効, 1901년 6월 1일~1995년 6월 26일[118])
    - 매제: 김용완(金容完, 1904년 4월 9일~1996년 1월 17일), 경방 일가

  - 서모: 공주김씨 김영희(金永熙, 1875년~1963년)
    - 서제: 김재수(金在洙, 1899년~1954년)

  - 장인: 고정주(高鼎柱, 1863년~1943년, 호는 춘강(春崗), 첫 부인 고광석의 친정아버지)
    - 처: 고광석(高光錫, 1886년~1919년)
      - 아들: 김상만(金相万, 1910년 1월 19일~1994년 1월 26일, 전 동아일보 회장·명예회장)
        - 손자: 김병관(金炳琯, 1934년 7월 24일~2008년 2월 25일, 전 동아일보 회장)

    - 둘째 처남: 고광준

  - 장인: 이봉섭(李鳳涉, 본관은 용인, 둘째 부인 이아주의 친정아버지)
    - 처: 이아주(李娥珠, 1899년 음력 7월 19일~1968년 9월 11일)
      - 아들: 김남(金楠), 윤보선 대통령의 비서
      - 아들: 김상석(金相晳)
      - 며느리: 윤성선(尹成善, 1924년 8월 11일~, 숙명여자대학교 교수) 내무장관 윤치영과 정치인 이은혜의 딸
        - 손자: 김병기(金炳基, 교육자·고려대학교 교수)

      - 아들: 김상기(金相琪, 1918년 4월 14일~2011년 7월 3일)
      - 아들: 김상흠(金相欽, 1919년 10월 27일~1991년 11월 2일, 국회의원)
      - 딸: 김상현(金相玹, 1926년 9월~)
      - 사위 이한직[李漢稷](전의인,父 총독부학무국장 李軫鎬)
        - 손자: 이상교(1961년 3월~)

      - 아들: 김상종(金相淙, 1929년 1월~1997년 10월, 우진토건 회장)
      - 셋째 딸
      - 셋째 사위: 이병린(李秉麟), 이활(李活)의 장남

    - 사돈: 송진우(宋鎭禹, 1890년 5월 8일~1945년 12월 30일)[d]
    - 사돈: 이한동, 전 국무총리, 증손주며느리 이정원(李晶媛)의 친정아버지

### 기타
풍족한 환경에서 자랐고 만년에는 야당 지도자의 위치에 있었음에도 사치하지 않았고, 전용차량 대신 인력거, 버스, 택시 등의 대중교통을 이용하였다. 메이지 대학 재학 당시 간디이즘에 감격한 그는 자신을 위한 소비를 줄이고 남은 것으로 타인을 돕는 것을 자신의 신념이자 의무로 여겼다. 기독교의 개화운동에 자극을 받아 민립대학기성회, 농촌계몽운동, 문맹자 퇴치운동 등에 뛰어들기도 했다.
허정은 그에게 가해진 비판 중 업적을 남긴일이 없다는 비판에 대해 반론을 달았다. '만일 그가 고위 현직에 앉아 큰 업적을 남긴 일이 없다고 해서 인촌이 한 일이 무엇이냐고 의아하게 생각하는 사람이 혹시라도 있다면, 그는 그야말로 '나무를 보고 숲은 보지 못하는' 어리석음을 저지르는 사람이다. 정치, 경제, 사회, 문화의 각 분야에서 그가 다음어 놓은 초석이 우리 문화의 발전에 얼마나 큰 기여를 했는가는 아는 사람은 우리 현대사에 남긴 그의 업적을 소홀히 다루지 못할 것이다.'는 것이다. 한편 불우이웃과 고학생을 소문없이 뒤에서 도우는 것, 등으로 인망을 얻어 호남의 어른, 고창의 어른, 전북의 어른이라는 별명을 얻기도 했다.
해방 이후 줄곧 매년 1월 1일이면 이승만을 찾아 세배를 드렸고, 정치적으로 갈라선 뒤에도 병석에 눕기전까지 그를 찾아 세배를 드리곤 했다.
정치인 이중재는 1952년 부산 피난시절 부통령인 그의 개인비서로 정계에 입문 하였다.

## 대중 매체
- 정욱 - 1981년(제1공화국), MBC 드라마
- 김동훈 - 1982년(그 여름의 이틀), KBS1 드라마
- 신구 - 1982년(종로부루스), 영화
- 맹호림 - 1985년(새벽), KBS1 드라마
- 허기호 - 2002년(야인시대), SBS 드라마

## 같이 보기
| - 김인후 - 김요협 - 김경중 - 김기중 - 동아일보 - 동아일보사 - 물산장려운동 - 브나로드 운동 - 민립대학기성회 - 보성전문학교 - 김병로 - 송진우 - 경방 - 김연수 - 장덕수 - 백관수 - 백남훈 - 안재홍 - 원세훈 - 국민대회준비위원회 - 한국민주당 - 민주국민당 | - 민주당 - 김구 - 김규식 - 여운형 - 이승만 - 실력 양성론 - 외교 독립론 - 이아주 - 장면 - 신익희 - 조봉암 - 김상만 - 김상협 - 김준연 - 김도연 - 유진오 - 이순탁 - 이활 - 조만식 - 김활란 - 정인보 - 신탁 통치 반대 운동 | - 반탁국민회의 - 박순천 - 조병옥 - 안창호 - 윤보선 - 윤치영 - 윤치소 - 윤치호 - 임영신 - 장택상 - 주요한 - 함태영 - 이시영 - 김규식 - 이광수 - 정일형 - 고려대학교 - 중앙대학교 - 중앙고등보통학교 - 중앙학회 - 최두선 - 현상윤 | - 흥사단 - 김용완 - 친일파 - 한국전쟁 - 한국독립당 - 제1공화국 - 마하트마 간디 - 김도연 - 이윤영 - 이범석 - 김병기 - 김대중 - 김영삼 - 박헌영 - 여운홍 - 조소앙 - 주요섭 - 한근조 - 한기악 - 한만년 - 독립유공자로 대통령장을 수여받은 사람 |

## 관련 서적

### 동아일보사
- 최시중, 《인촌 김성수:겨레의 길잡이 시대의 선각자》(동아일보사, 1986)
- 동아일보, 《인촌 김성수의 사상과 일화》(동아일보편집부 편, 동아일보사, 1988)
- 브루스커밍스, 《한국전쟁의 기원》(김자동 역, 일월서각, 1986)
- 신일철 외, 《평전 인촌 김성수》(신일철 외 지음, 동아일보사, 1991)
- 동아일보사 편집부, 《한국의 선택(2천년대를향한)》(편집부 편, 동아일보사, 1991)
- 김성주, 평전 인촌 김성수:조국과 겨레에 바친 일생 (동아일보사, 1991)
- 백남주, 高敞의 빛: 仁村金性洙先生, 芹村白寬洙先生銅像除幕 (동아, 1983)
- 인촌기념회, 《인촌 김성수 평전》(인촌기념회, 동아일보사, 1991)

### 인촌 기념 관련 단체
- 인촌기념회, 《인촌김성수전》(인촌기념회, 1976)
- 인촌기념회, 《인촌기념회사 1956-1991》(인촌기념회, 1992)
- 인촌 김성수 서거 50주기 추모집간행위원회, 《인촌 김성수 서거 50주기 추모집 인촌을 생각한다》(인촌 김성수 서거 50주기 추모집간행위원회, 2005)

### 고려대학교 및 그 외 대학
- 인촌기념회, 《인촌기념강좌》(고려대학교, 2002)
- 유진오, 양호기 (고려대학교출판부, 1977)
- 홍일식, 《고려대학의사람들》 1~3 (고려대민족문화연구소, 1986)
- 이희승, 《일석 이희승 전집 7》(서울대학교 출판부, 2007)
- 한승옥, 《이광수(문학의 이해와감상31)》(한승옥, 건국대학교출판부, 2008)

### 기타
- 김성수, 《인촌선생문집》(열락당, 1999)
- 김중순, 《문화민족주의자 김성수》(김중순, 류석춘 역, 일조각, 1998)
- 최기일, 《자존심을 지킨 한 조선인의 회상》(생각의나무, 2002)
- 황명수, 《한국기업경영의 역사적 성격》(황명수, 신양사, 1993)
- 배병휴, 《한국의 기업인은 누구인가》(배병휴, 좋은이웃집, 2000)
- 박태균, 《한국전쟁》(책과함께, 2005) 43~44쪽.
- 반민족문제연구소 (1994년 3월 1일). 〈김성수 : 민족 지도자로 둔갑한 친일 자본가〉. 《청산하지 못한 역사 2》. 서울: 청년사. ISBN 978-89-7278-313-8.

- 임종국, 《빼앗긴 시절의 이야기》(민족문제연구소 편, 2007)
- 서중석, 《조봉암과 1950년대(상)(역비한국학연구총서 15)》(서중석, 역사비평사, 2006)
- 김지하, 《흰 그늘의 길 1》(김지하 회고록) (김지하, 학고재, 2003)
- 강준만, 《한국현대사산책:1940년대편 1》(강준만, 인물과사상사, 2006)
- 강준만, 《한국현대사산책:1940년대편 2》(강준만, 인물과사상사, 2006)
- 강준만, 《한국현대사산책:1950년대편 1》(강준만, 인물과사상사, 2006)
- 이현희, 《이야기 인물한국사(2005)》(이현희, 청아출판사, 2007)
- 류일석, 《미답의 세계》(류일석, 시사랑음악사랑, 2008)
- 정운현, 《잃어버린 기억의 보고서:증언 반민특위》(정운현, 삼인, 2008)
- 주익종, 《대군의 척후:일제하의 경성방직과 김성수·김연수》(푸른역사, 2008)
- 이현희, 《대한민국 부통령 인촌 김성수 연구-나남신서(나남신서)(1429)》(이현희, 나남 펴냄, 2009)
- 서울신문사 사업부, 재벌가 맥(상) (서울신문사 사업부, 무한 펴냄, 2006)
- 이영훈, 파벌로 보는 한국야당사 (이영훈, 에디터, 2006)
- 김교식, 한국의 인물:김성수 (계성출판사, 1984)
- 심지연, 한국민주당연구 (풀빛, 1982)
- 송남헌, 해방30년사 1(한국사료연구소, 1976)
- 홍우출판사, 정계야화 (전2권) (홍우출판사, 1966)
- 카터 J. 에커트, 《제국의 후예:고창 김씨가와 한국 자본주의 식민지 기원 1876-1945》(주익종 역, 푸른역사, 2008)
- Choong Soon Kim, Sŏng-su Kim, 《A Korean nationalist entrepreneur: a life history of Kim Sŏngsu, 1891-1955》(SUNY Press, 1998)

## 관련 문화재
- 인촌선생 생가 - 전라북도 기념물 제39호
- 부안 김상만 가옥 - 국가민속문화재 제150호

### 신문 기사
- “인촌 김성수 선생, 각계 지도자들의 증언”. 동아일보.
- “'인촌 김성수 선생 재조명' 백완기 고려大명예교수”. 동아일보.
- “인촌 김성수 선생, 각계 지도자들의 증언”. 동아일보.
- “인촌 김성수 선생이 일제강점기 1926년 ‘인도 독립의 횃불’ 간디에게 보낸 편지 발견”. 동아일보. 2010년 7월 7일.
- “광복 1년 전 미군(美軍) 정보당국이 작성한 '조선 지도자 5인(人)' 평가표”. 조선일보. 2008년 8월 8일. 2012년 1월 18일에 원본 문서에서 보존된 문서. 2011년 3월 24일에 확인함.
- “조선 유력인사 5명 美 인물평가 내용”. 조선일보. 2008년 8월 8일.[깨진 링크(과거 내용 찾기)]
- “경세가가 꿈꾼 백년대계 … 島山·南岡 등에게서 영향 받아 : 김성수의 교육입국”. 교수신문.
- ““동아 김성수·조선 방응모는 ‘친일인사’”: 친일인명사전 편찬위원회 밝혀”. 한국기자협회. 2009년 11월 9일.[깨진 링크(과거 내용 찾기)]
- “방응모ㆍ 김성수 친일행적 뭔가 : <긴급입수> '민족정기를 세우는 국회의원모임' 全文”. 프레시안. 2002년 3월 2일.
- “'일장기 말소'에 분노한 '민족지' 창업주”. 오마이뉴스. 2004년 7월 13일.
- “김성수는 민족자본가였나?”. 오마이뉴스. 2006년 12월 5일.
- “"김성수, 인민재판으로 친일파로 몰아"”. 오마이뉴스. 2005년 9월 1일.

## 역대 선거 결과
| 선거명            | 직책명 | 대수 | 정당       | 1차 득표율 | 1차 득표수 | 2차 득표율 | 2차 득표수 | 3차 득표율 | 3차 득표수 | 결과 | 당락                       |
| ----------------- | ------ | ---- | ---------- | ---------- | ---------- | ---------- | ---------- | ---------- | ---------- | ---- | -------------------------- |
| 제2대 부통령 선거 | 부통령 | 2대  | 민주국민당 | 43.71%     | 66표       | 45.03%     | 68표       | 51.32%     | 78표       | 1위  | 대한민국 제2대 부통령 당선 |

## 주해
1. ↑  현재, 이 부분은 대한민국 법정에 소송에 걸려 있는 상태에 있다.
2. ↑  할아버지 김요협은 증조부 김명환의 셋째 아들이었다.
3. ↑  생모 장흥고씨의 친정아버지, 생가의 외조부
4. ↑  김성수의 오랜 친구이자, 그의 양손자 송상현은 김성수의 조카 김상협의 사위이다.

## 참고 문헌
- 김성수 : 독립유공자 공훈록 - 국가보훈처